# ダイハツ工業の車種一覧
ダイハツ工業の車種一覧では、ダイハツ工業が生産している現行車種、過去に生産された車種、コンセプトカーについて述べる。

## 今後の車種展開
「今後発売が予想される車種」及び「今後販売終了が予想される車種」、また同様の意味を持つ節の設置についてはプロジェクトとして禁止されています。以下の節の追加には、ソースの明記を義務化する（極力一次ソースを優先する。一般紙・テレビの情報もメーカーに取材した物で、サイトに明記した情報が有れば可とする）。

## 日本国外専売車種
- テリオス（1998年 - 現在）
- シリオン（2001年 - 現在）
- セニア（2004年 - 現在）
- ルクシオ（2009年 - 現在）
- アイラ（2012年 - 現在）
- シグラ（2016年 - 現在）

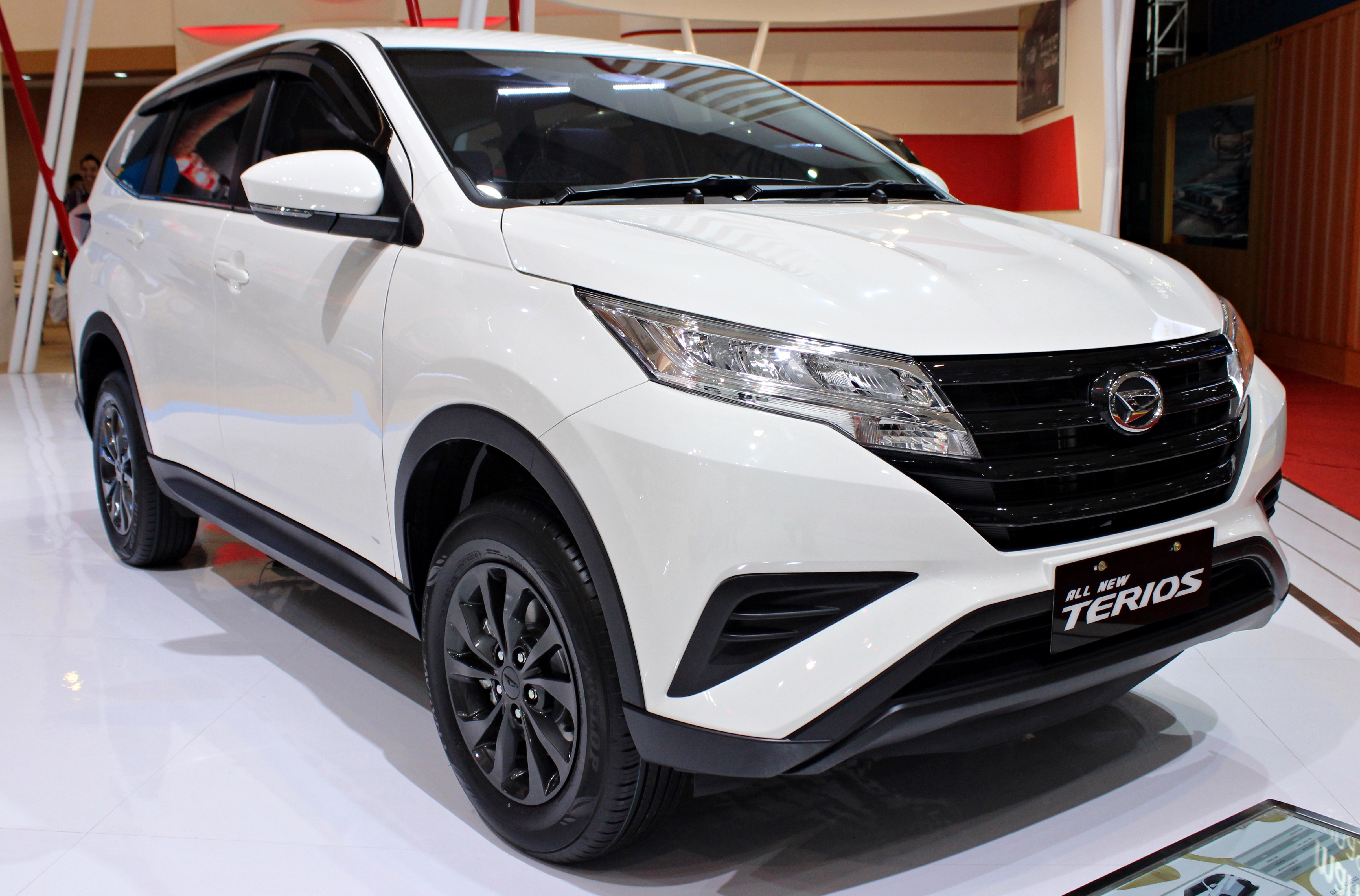
ダイハツ・テリオスインドネシア国際モーターショー2018出展車
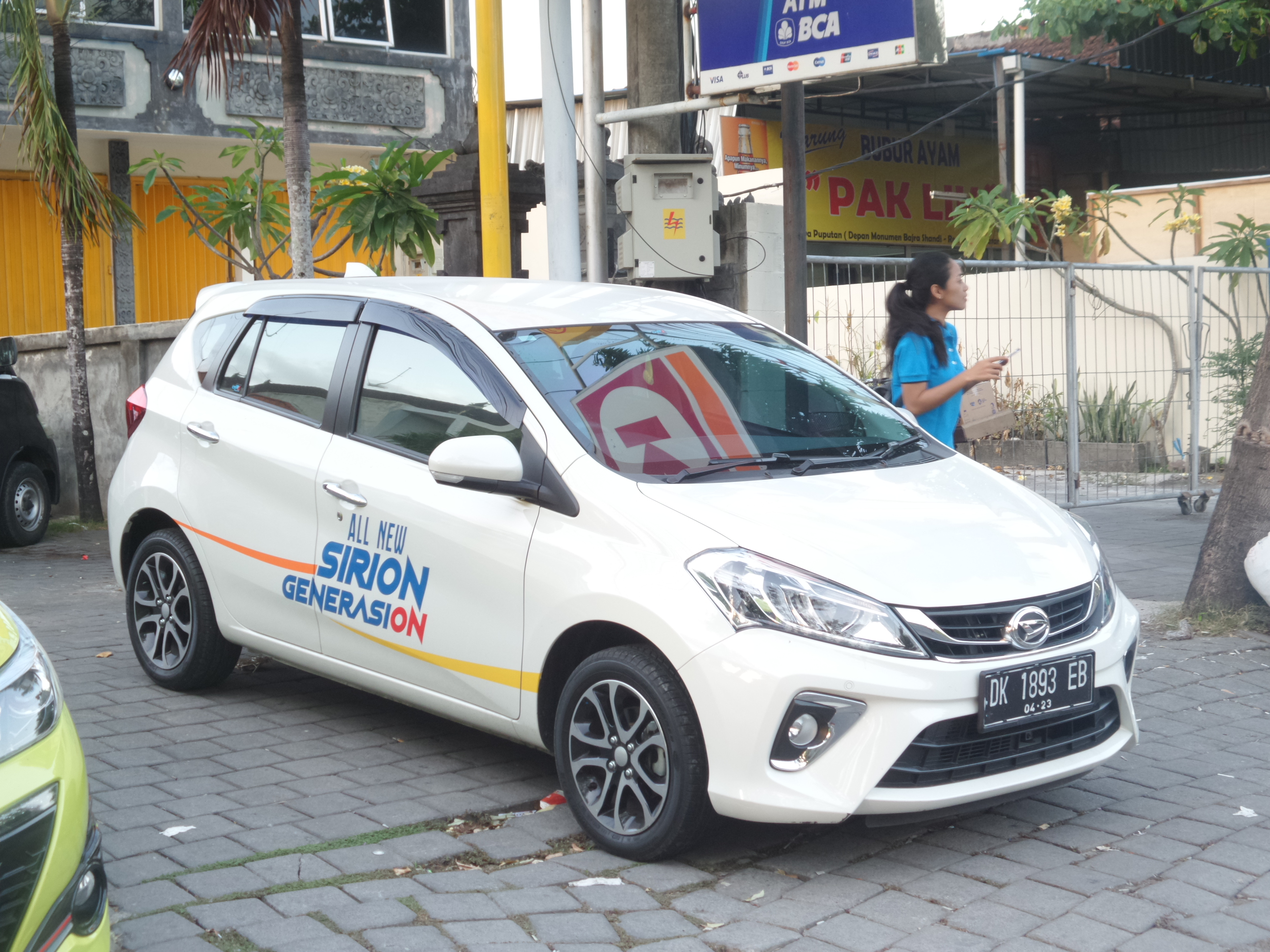
ダイハツ・シリオン2018年モデル
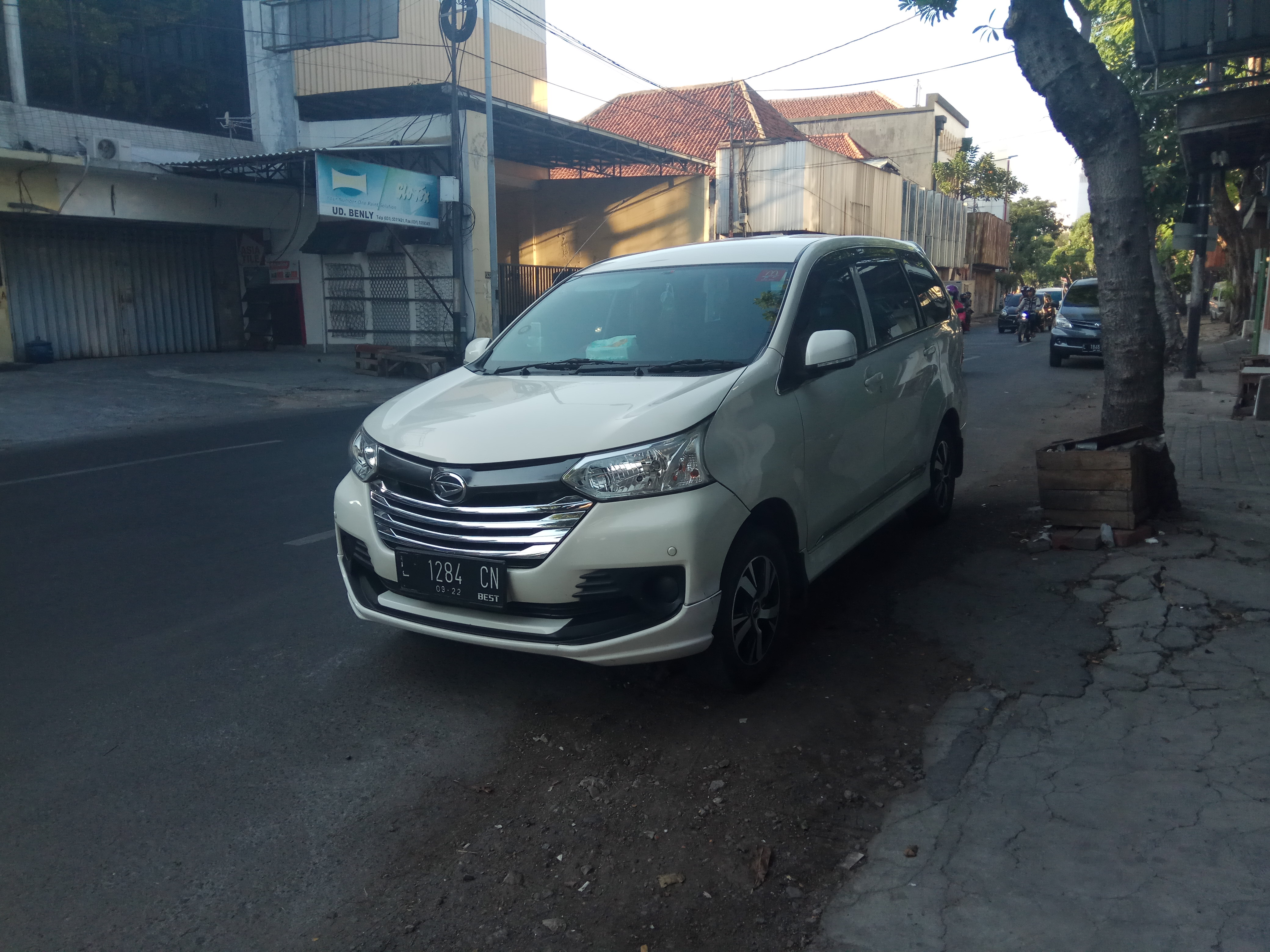
ダイハツ・セニア2017年モデル
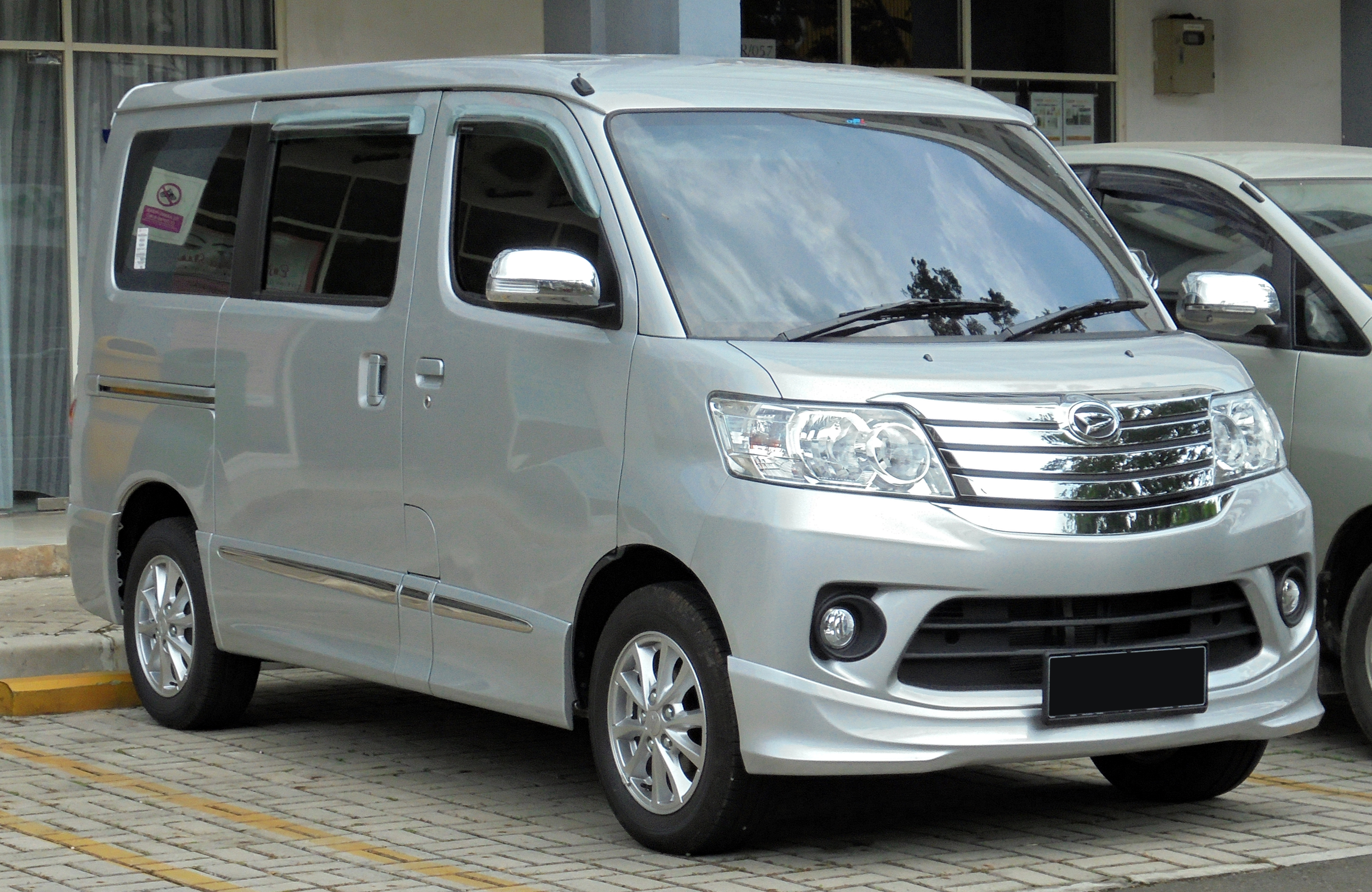
ダイハツ・ルクシオ2019年モデル
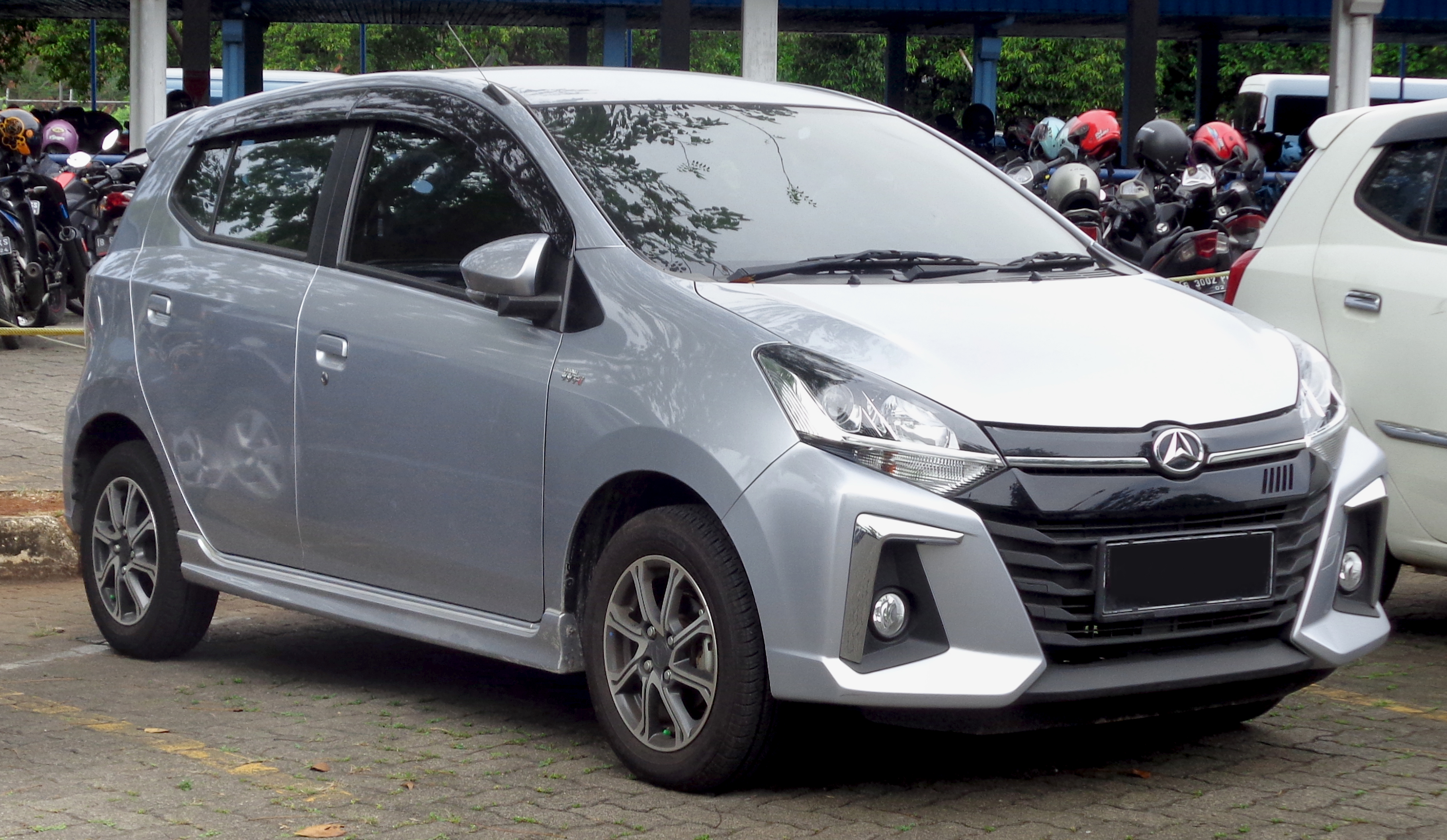
ダイハツ・アイラ2021年モデル
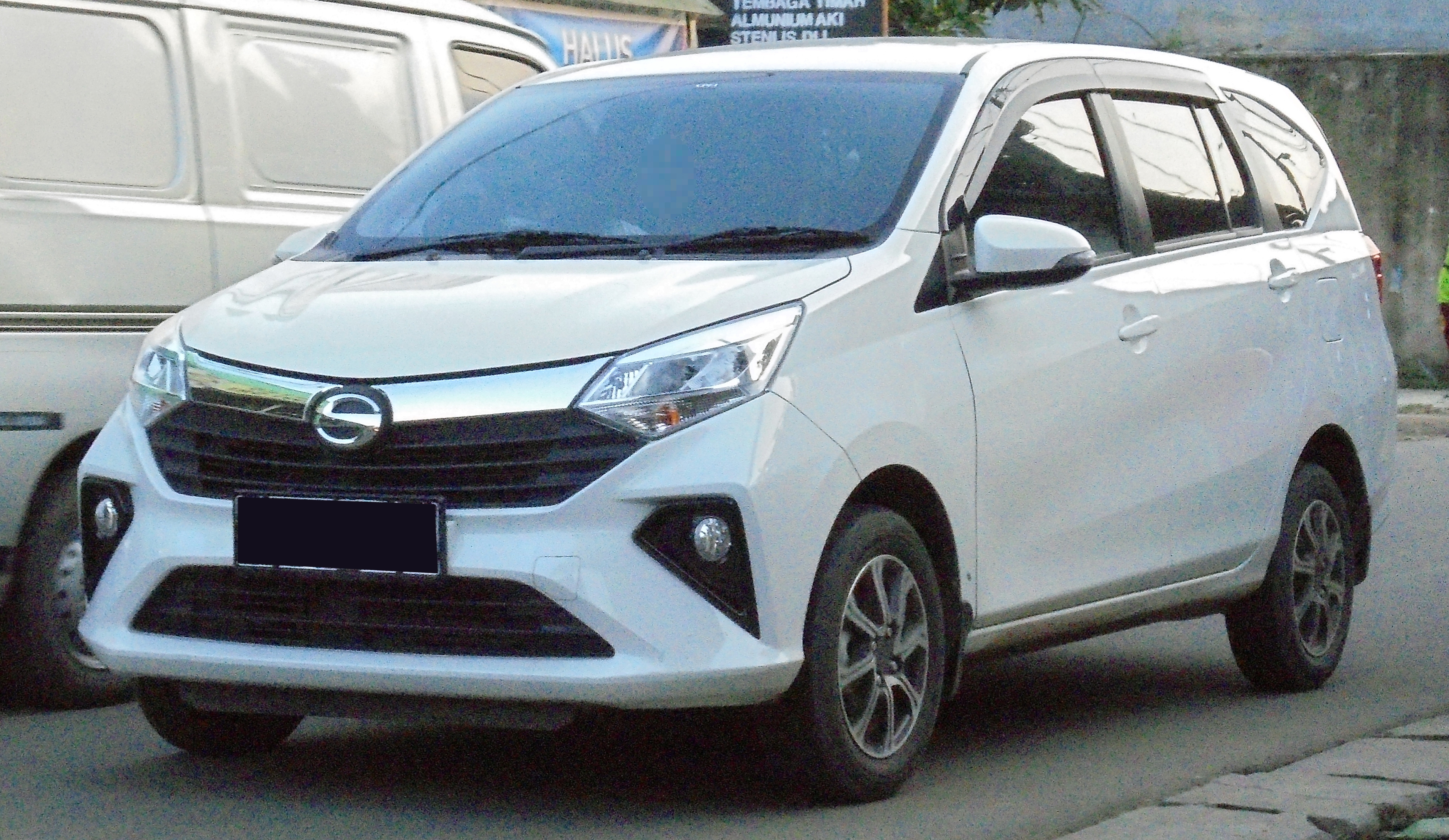
ダイハツ・シグラ2019年モデル

## トヨタ自動車からの受託生産車種
- プロボックス（2002年 - 現在）
- マツダ・ファミリアバン（2018年 - 現在）

（以上、企画および、設計・開発はトヨタが担当。ファミリア バンはトヨタからマツダへのOEM供給扱い)

## トヨタ自動車へのOEM供給車種
- タウンエースバン/タウンエーストラック（2008年 - 現在）（インドネシア製のグランマックスを供給）
- ピクシスバン（2011年 - 現在）（ハイゼットカーゴ）
- ピクシストラック（2011年 - 現在）（ハイゼットトラック）
- ピクシスエポック（2012年 - 現在）（ミライース）
- ルーミー（2016年 - 現在）（トール）
- コペン（2019年 - 現在）（コペン）
- ライズ（2019年 - 現在）（ロッキー）

## スバルへのOEM供給車種
- ステラ（2代目以降）（2011年 - 現在）（ムーヴ/ムーヴカスタム）
- サンバーバン（7代目以降）（2012年 - 現在）[2]（ハイゼットカーゴ/アトレー）[3]
- サンバートラック（7代目以降）（2012年 - 現在）（ハイゼットトラック）
- プレオプラス（2012年 - 現在）（ミライース）
- ジャスティ（4代目以降）（2016年 - 現在）（トール）
- シフォン（2016年 - 現在）（タント/タントカスタム）
- レックス （4代目以降）（2022年 - 現在）（ロッキー）

## マツダへのOEM供給車種
- ボンゴ バン/ボンゴ トラック（5代目以降）（2020年 - 現在）（グランマックス）

## 過去の生産車種
- オート3輪（3輪貨物車）
  - HB/HC/BO/CO/CF/CM/PL型
  - ミゼット（1957年 - 1972年）
- 3輪乗用車
  - Bee（1951年 - 1952年）
- 原動機付自転車
  - ハロー（1974年）
  - ソレックス（1974年 - 1977年）
- ゴルフカート
  - マスターズグリーン
- トラック
  - FA型
  - F175
  - ハイライン（1962年 - 1972年）
  - ベスタ（のちV100/V150/V200に改称）
- 登録車
  - セダン
    - コンパーノベルリーナ（1963年 - 1970年）
    - コンソルテ（トヨタ・パブリカ/トヨタ・スターレット）（1969年 - 1977年）
    - シャルマン（1974年 - 1988年）
    - シャレードソシアル（1989年 - 2000年）
    - アプローズ（1989年 - 2000年）
    - アルティス （2000年 - 2023年）ベース車両はトヨタ・カムリ

  - ハッチバック
    - シャレード（1977年 - 2000年）
    - ストーリア（1998年 - 2004年）
    - YRV（2000年 - 2005年）
    - クー（トヨタ・bB）（2006年 - 2013年）[4]
    - ブーン(トヨタ・パッソ)（2004年 - 2023年）[5]

  - ステーションワゴン/トールワゴン
    - コンパーノワゴン（1963年 - 1970年）
    - パイザー（1996年 - 2002年）
    - メビウス（2013年 - 2021年）ベース車両はトヨタ・プリウスα

  - 1BOX/ミニバン
    - ブーンルミナス（2008年 - 2012年）

  - コンバーチブル
    - コンパーノスパイダー（1965年 - 1968年）

  - SUV
    - タフト（1974年 - 1984年）
    - ラガー（1984年 - 1997年）
    - ロッキー（1990年 - 1997年）
    - フェローザ（1990年 - 1997年）
    - ビーゴ（2006年 - 2016年）

  - 商用車
    - ベスタ
    - V100/V200
    - ライトバス（1961年 - 1972年）
    - コンパーノバン（1963年 - 1970年）
    - コンパーノトラック（1965年 - 1970年）
    - デルタトラック（トヨタ・ダイナ/トヨタ・トヨエース/日野・デュトロ）（1970年 - 2003年）
    - デルタ750（セブンハーフ）（トヨタ・ライトエース）（1971年 - 1982年）
    - シャルマンバン（1974年 - 1988年）
    - デルタワイド（ワゴン・バン）（トヨタ・タウンエース/トヨタ・ライトエース/トヨタ・ライトエースノア/トヨタ・タウンエースノア）（1976年 - 2001年）
    - シャレードバン（1977年 - 1987年）
- 軽自動車ベースの登録車（商用車、SUVを含む）
  - ニューライン（1962年 - 1966年）
  - ニューラインキャブ（1966年 - 1968年）
  - テリオス（1997年 - 2006年）
  - アトレー7（2000年 - 2004年）
  - ハイゼットグランカーゴ（2001年 - 2004年）
  - ハイゼットキャディー (2016年 - 2021年)
  - ミラジーノ1000（2002年 - 2004年）
- 軽自動車（360cc、550cc）
  - フェロー（1966年 - 1980年）
    - フェローMAX（1977年 - 1980年）

  - クオーレ（1977年 - 1989年）
  - リーザ（1986年 - 1993年）
- 軽自動車（660cc以降）
  - ミラ（1980年 - 2018年）
  - リーザ（1986年 - 1993年）
  - リーザスパイダー（1991年 - 1993年）
  - オプティ（1992年 - 2002年）
  - ミラバン（1994年 - 2018年）
  - ミゼットII（1996年 - 2001年）
  - テリオスキッド（1998年 - 2012年）
  - ムーヴRS（1998年 - 2014年）（現在はカスタムシリーズに統合）
  - ミラジーノ（1999年 - 2009年）
  - ネイキッド（1999年 - 2004年）
  - MAX（2001年 - 2005年）
  - テリオスルキア（2002年 - 2003年）
  - ムーヴラテ（2004年 - 2009年）
  - ムーヴコンテ（2008年 - 2017年）
  - エッセ（エッセカスタム含む）（2005年 - 2011年）
  - ソニカ（2006年 - 2009年）
  - ミラココア（2009年 - 2018年）
  - タントエグゼ（2009年 - 2014年）
  - キャストアクティバ（2015年 - 2020年）
  - キャストスポーツ（2015年 - 2020年）
  - ウェイク（2015年 - 2022年）
  - ハイゼットキャディー（2016年 - 2021年）
  - アトレーワゴン（1999年 - 2021年）
  - キャスト（2015年 - 2023年）[6]
  - ミラトコット（2018年 - 2023年）
- 海外市場専用モデル
  - ゼブラ（1986年 - 2008年）

## 過去のトヨタからの委託生産車種
- スターレット（1973年 - 1999年）
- カローラワゴン・バン（1982年 - 2002年）
- スプリンターワゴン・バン（1988年 - 2002年）
- デュエット（1998年 - 2004年）（OEM供給）
- キャミ（1999年 - 2006年）（OEM供給）
- スパーキー（2000年 - 2003年）（OEM供給）
- シエンタ（初代）（2003年 - 2015年）
- ポルテ（初代）（2004年 - 2012年）
- bB（2代目）（2005年 - 2016年）
- ラッシュ（2006年 - 2016年）（OEM供給）
- パッソセッテ（2008年 - 2012年）（OEM供給）
- ピクシススペース（2011年 - 2017年）（OEM供給）
- ライトエースバン/ライトエーストラック（2008年 - 2020年）（OEM供給）
- サクシード（2002年 - 2020年）
- ピクシスメガ（2015年 - 2022年）（OEM供給）
- タンク（2016年 - 2020年）（OEM供給）
- パッソ（2004年 - 2023年）（3代目以降。2代目以前はトヨタとの共同開発でトヨタ側へは受託生産扱い）
- ピクシスジョイ（2016年 - 2023年）（OEM供給）

## 過去のスバルからの委託生産車種
- デックス（2008年 - 2013年）（OEM供給）
- ジャスティ（2007年 - 2011年）（海外向け4代目のみ・OEM供給）
- ルクラ（2010年 - 2015年）（OEM供給）
- ディアスワゴン（2009年 - 2020年）（OEM供給）

## プロドゥア生産車種
- マイヴィ（2005年 - 現在）
- アルザ（2009年 - 現在）（ブーンルミナスがベース）
- アジア（2014年 - 現在）
- ベザ（2016年 - 現在）
- アルズ（2019年 - 現在）
- アティバ（2021年 - 現在）

以下は既に販売が終了しているモデル。

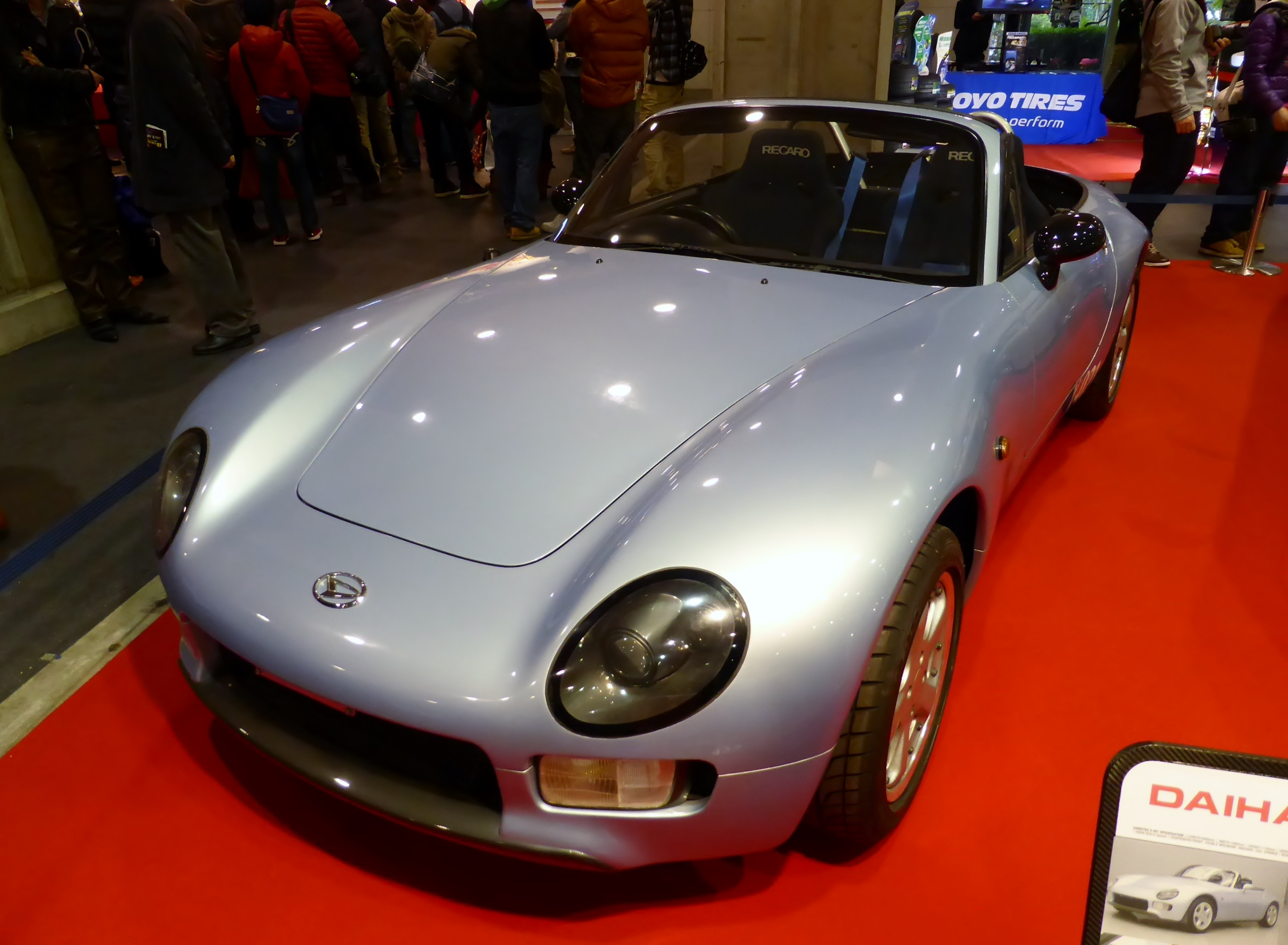
カンチル（1994年 - 2009年）
- ルサ（1996年 - 2010年）（ダイハツ・ゼブラのバッジ違いの姉妹車）
- ニッパ（1997年 - 2001年）
- クナリ（2000年 - 2009年）（2代目ムーヴと姉妹車）
- クリサ（2001年 - 2007年）（5代目ミラと姉妹車）
- ビバ（2007年 - 2014年）（6代目ミラ、ミラアヴィと姉妹車、プロドゥア・クリサの後継車。）
- ノーティカ（2008年 - 2009年）（ビーゴと姉妹車、日本で生産）

## 過去に製作・公開された試作車、およびコンセプトカー

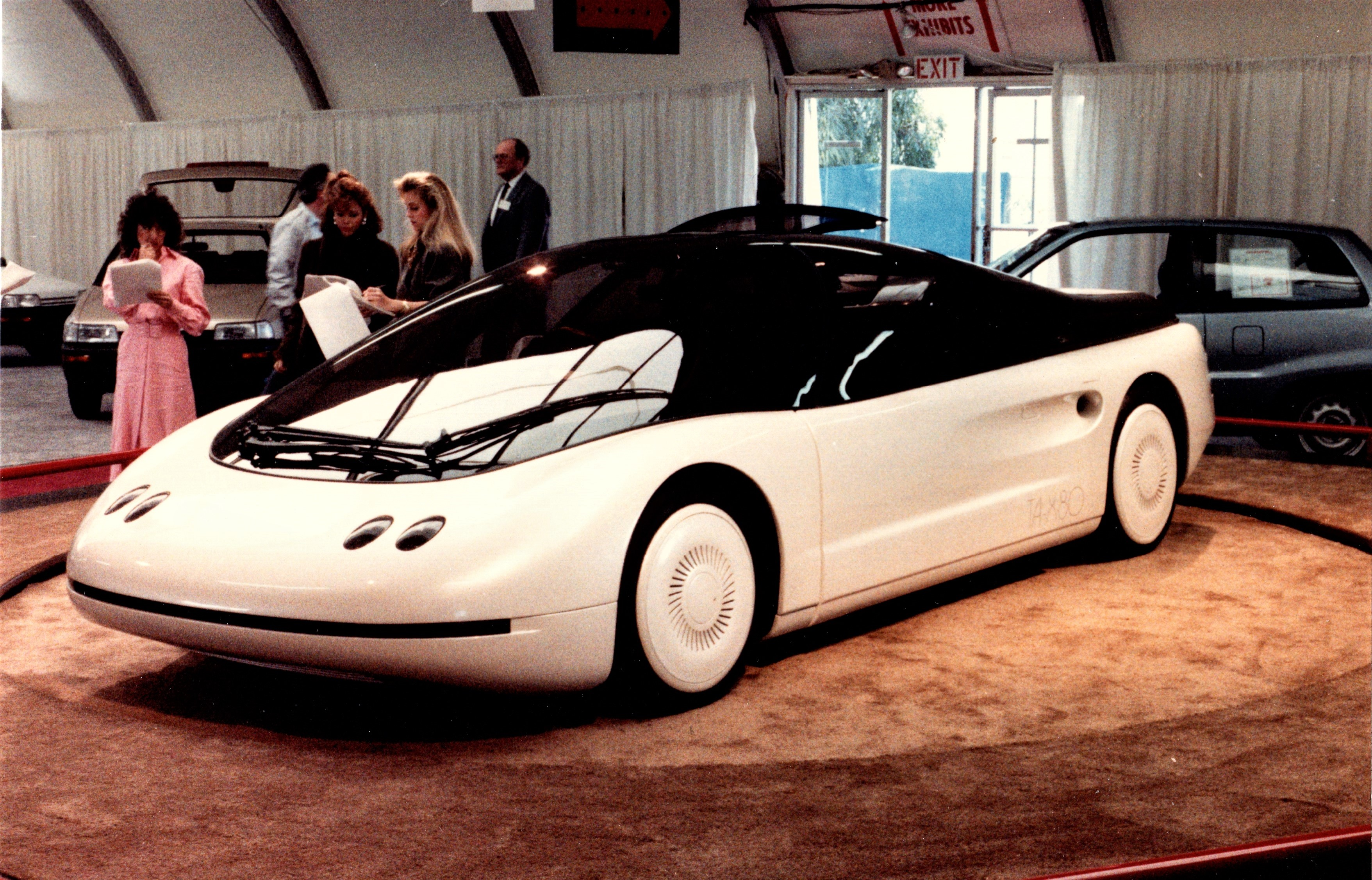
TA-X80

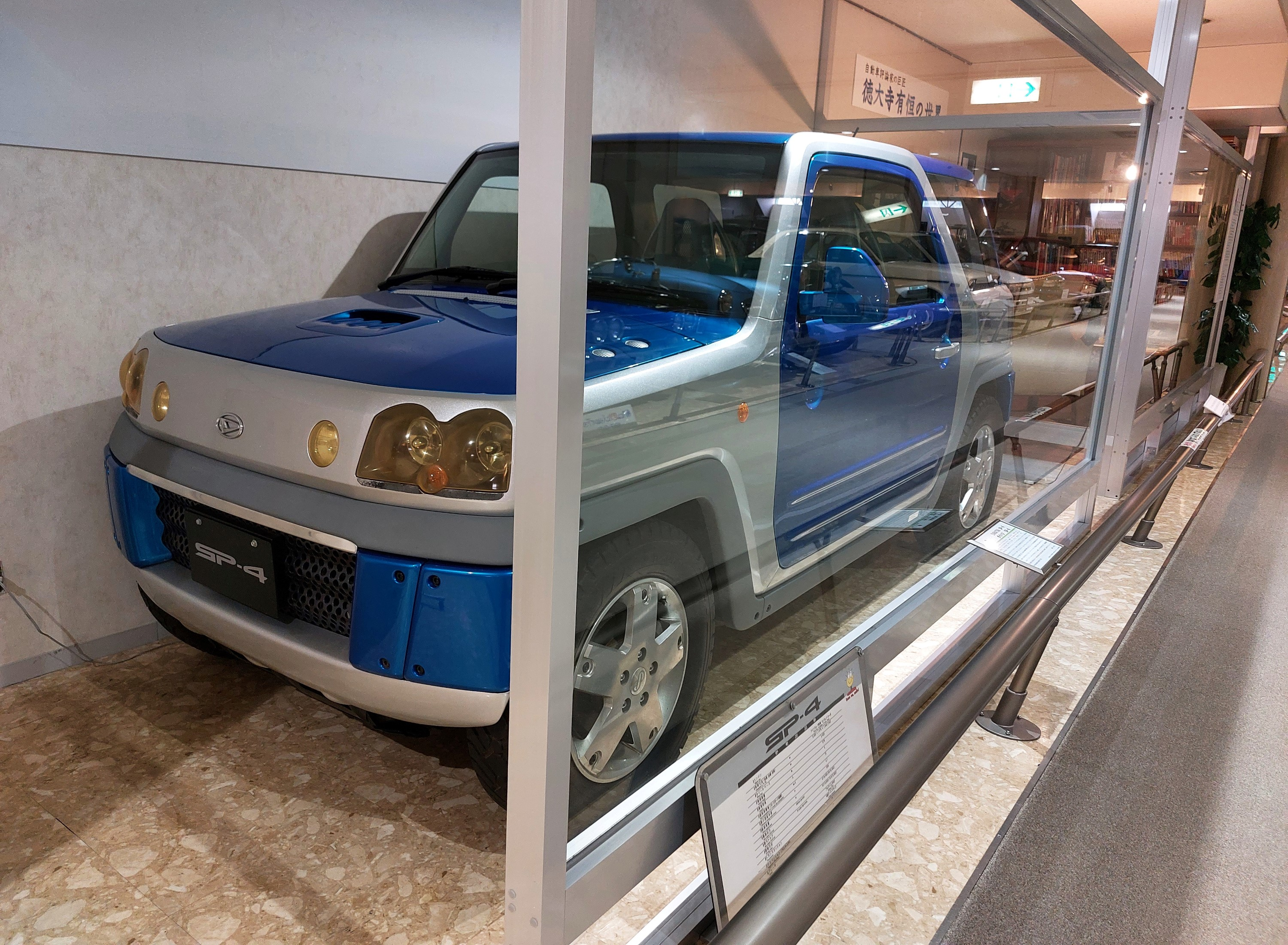
SP-4

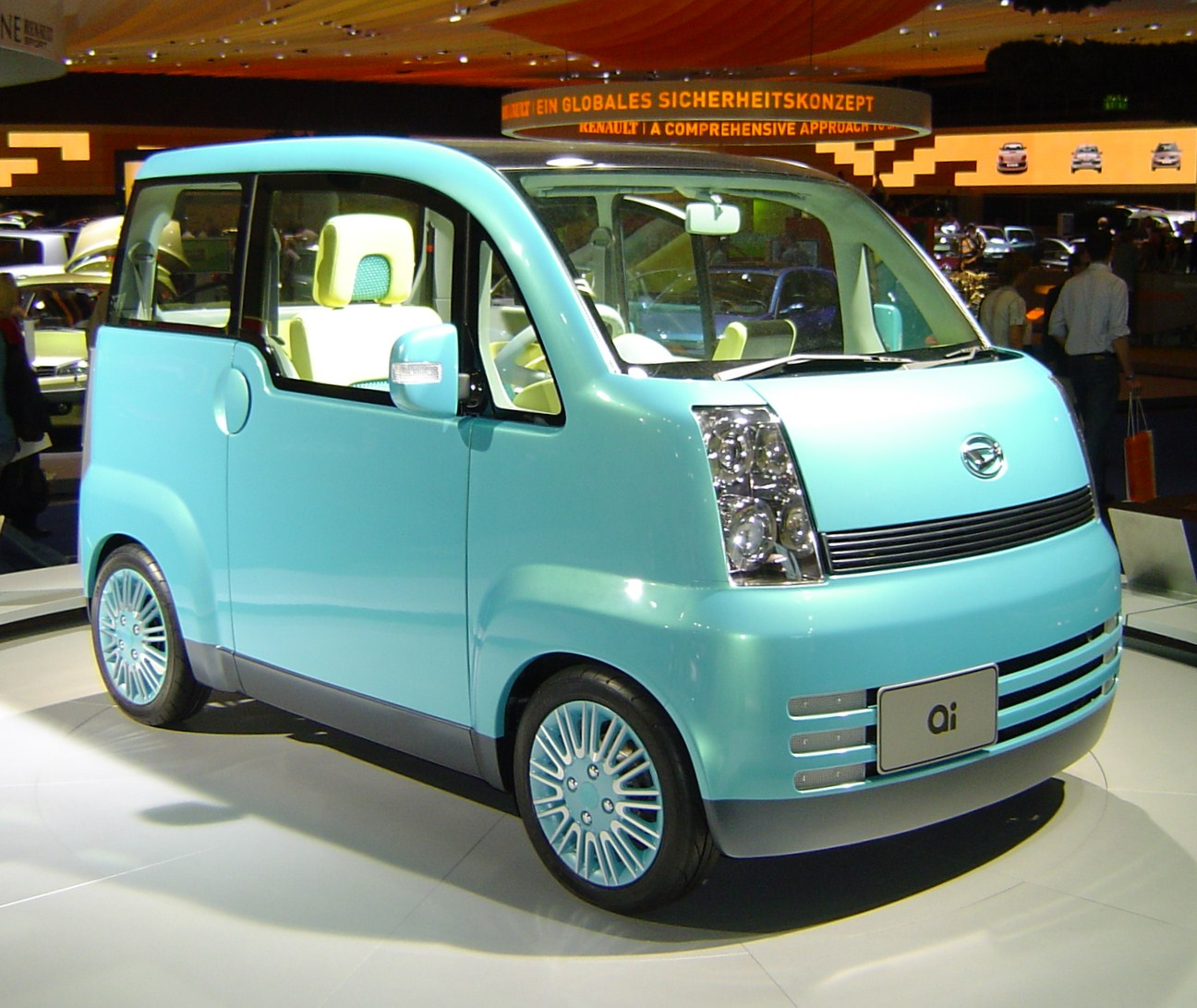
ai

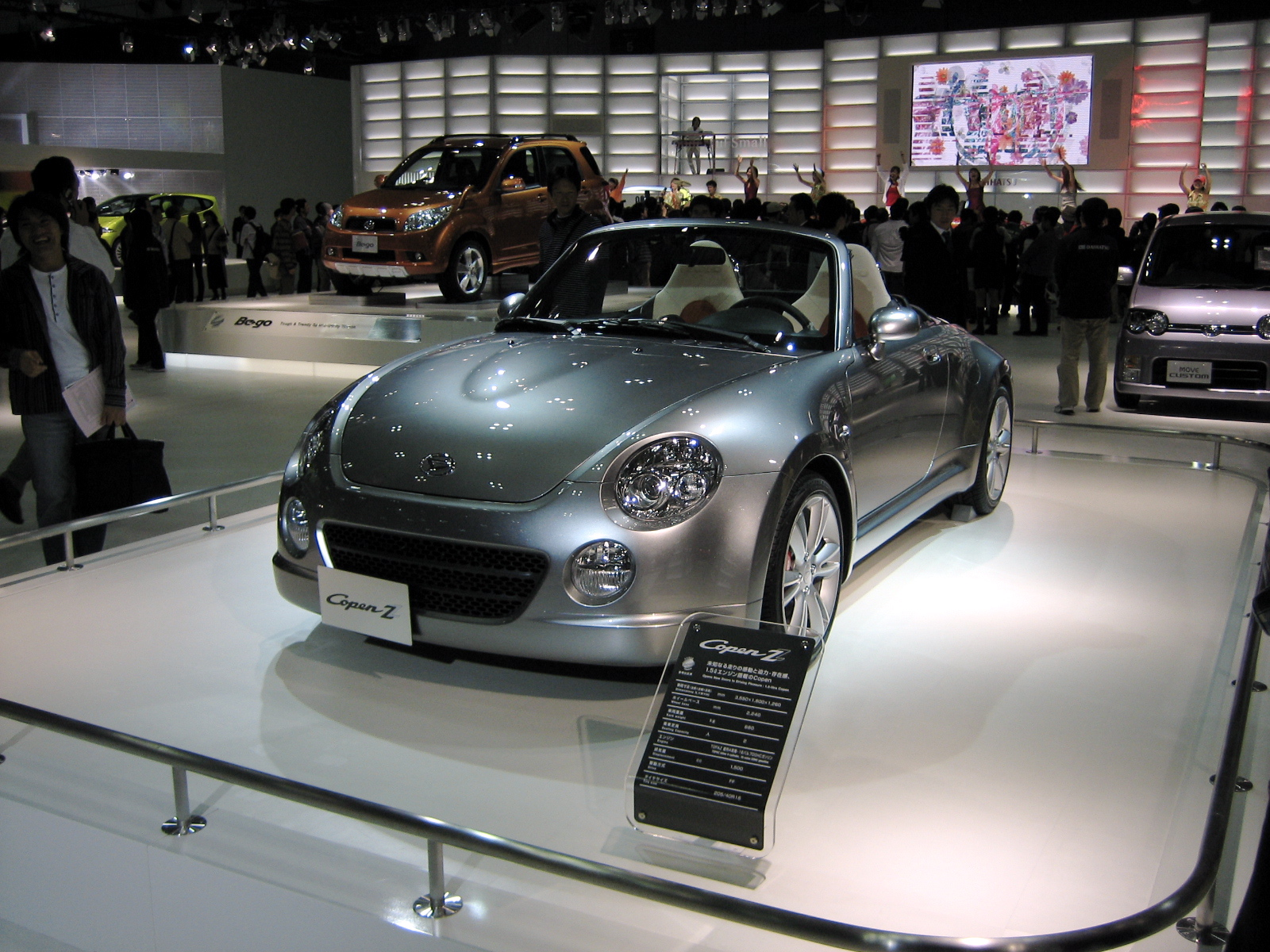
コペンZZ
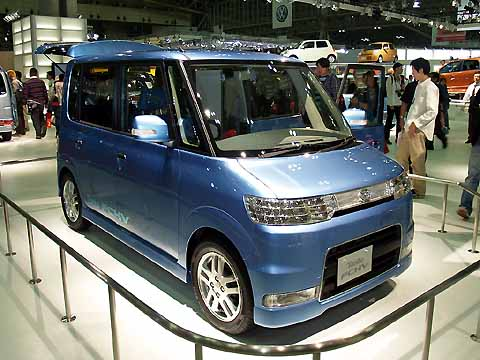
タントFCHV

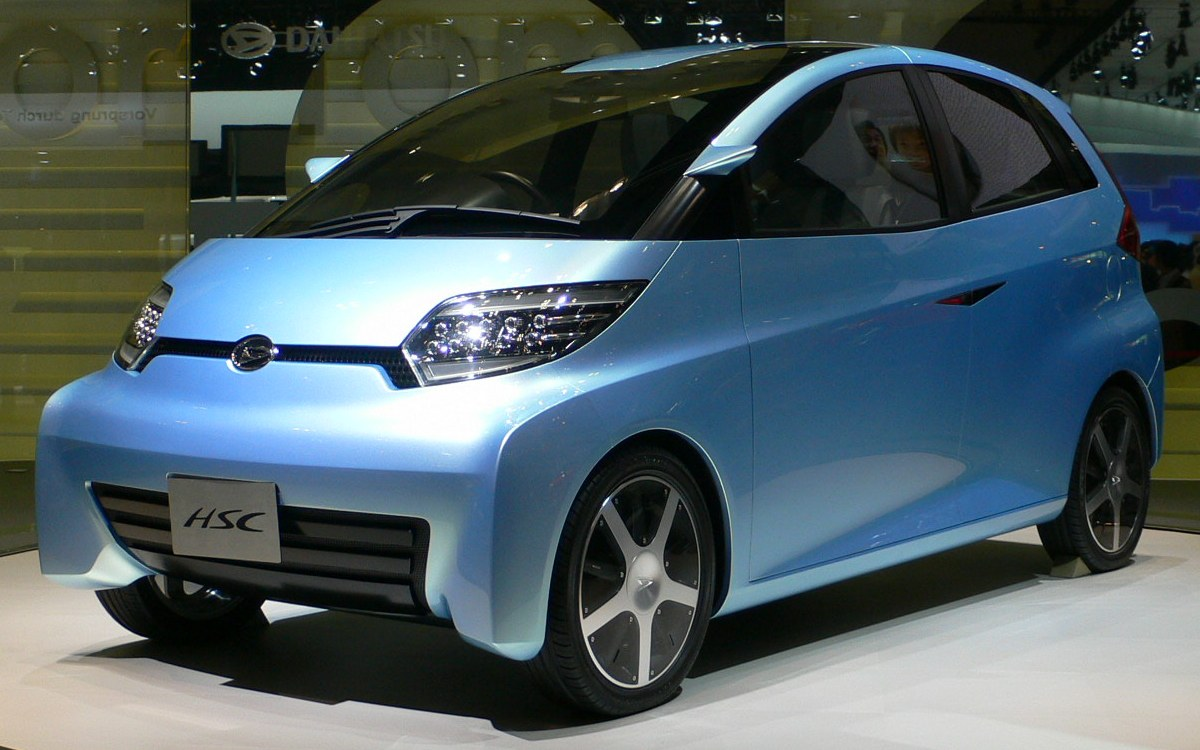
HSC
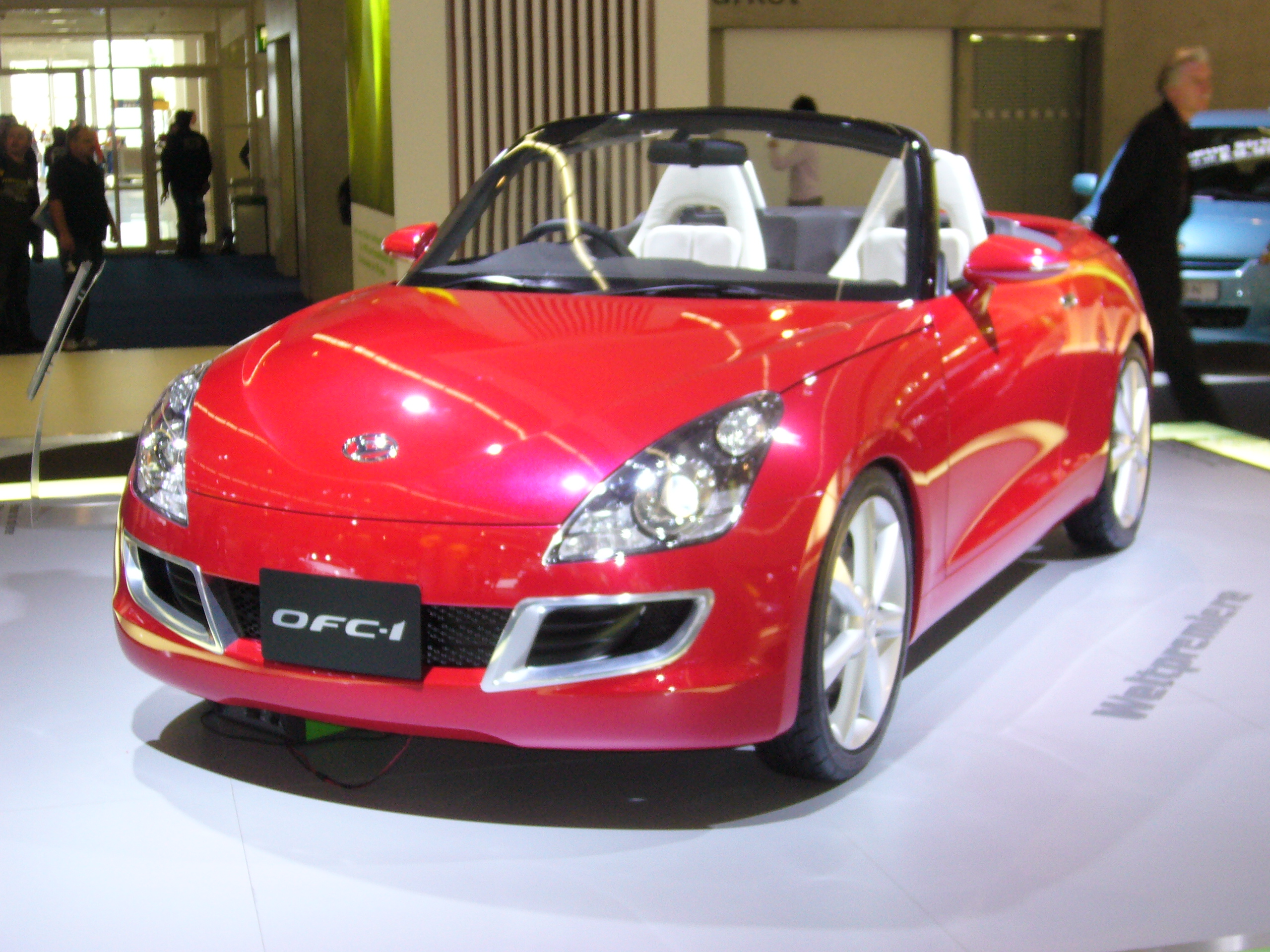
OFC-1
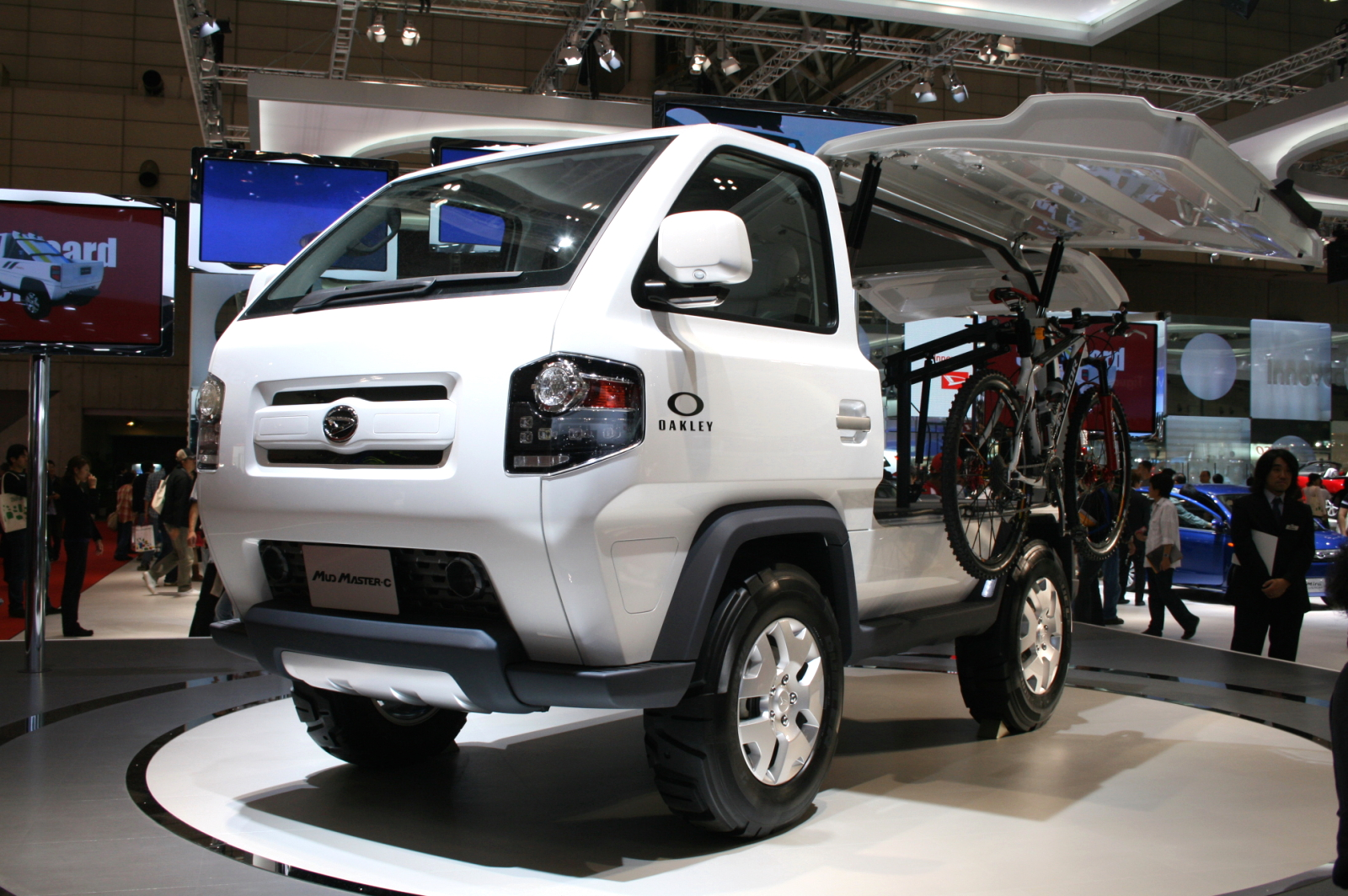
MUD MASTER-C

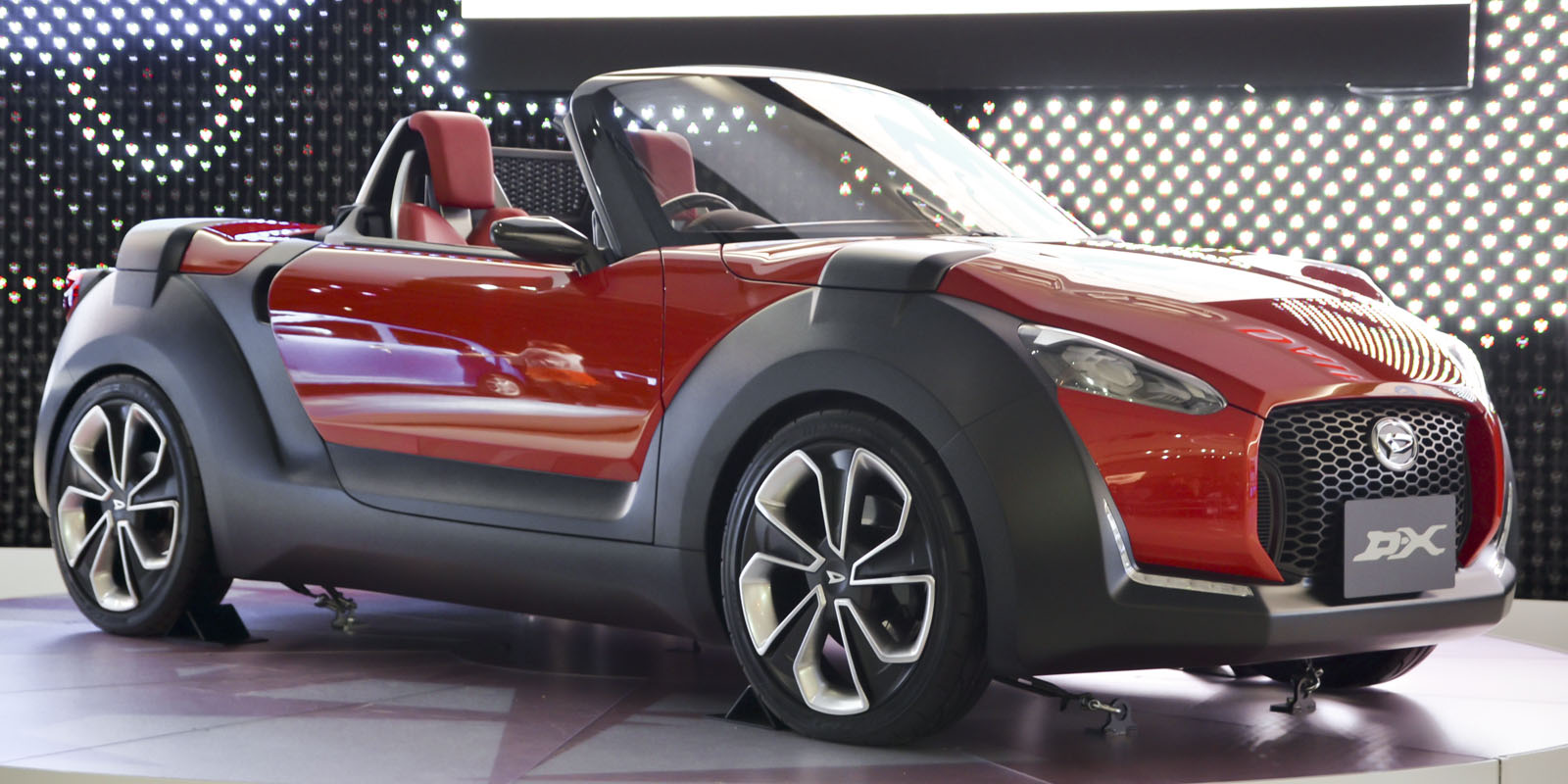
D-X
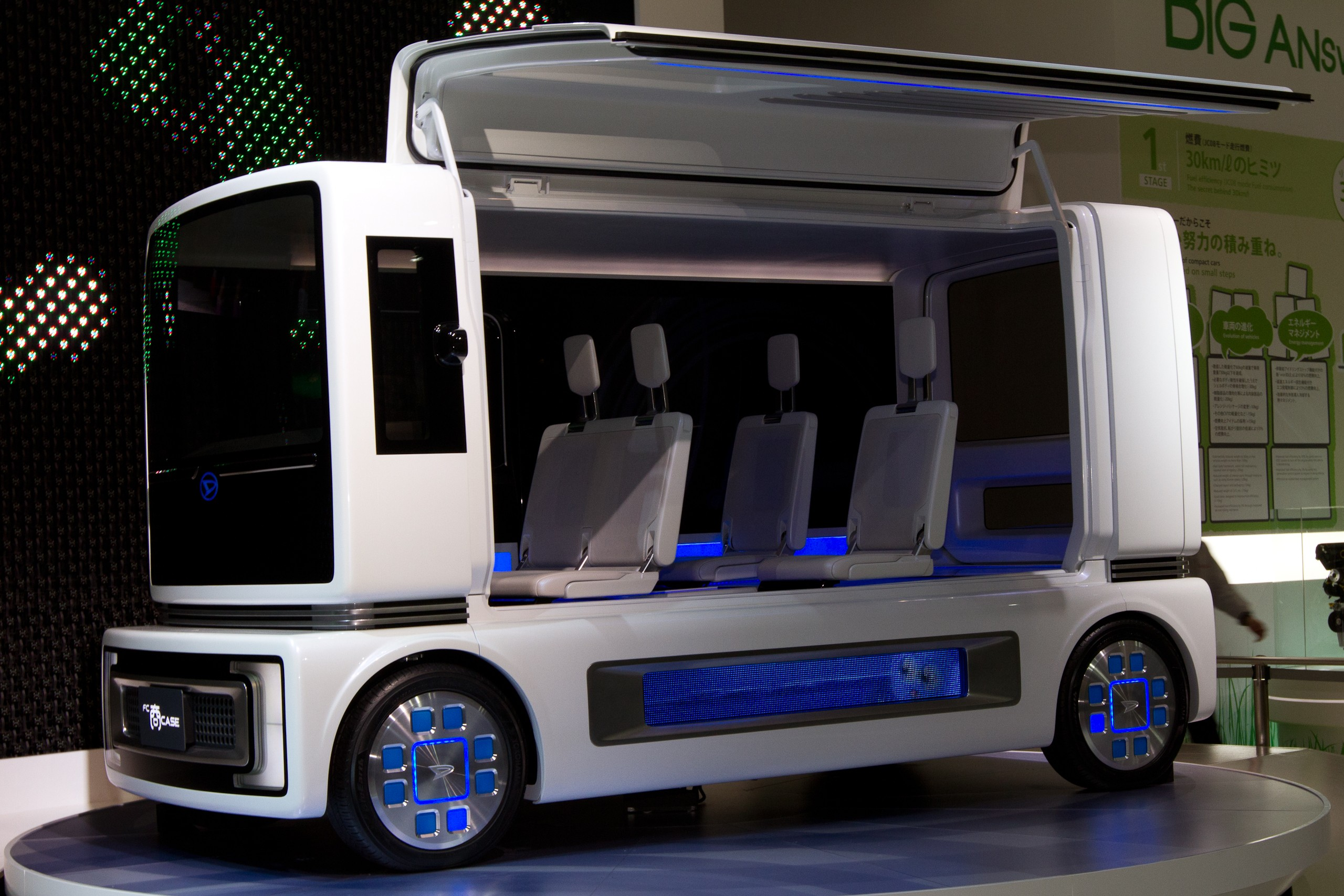
FC商CASE

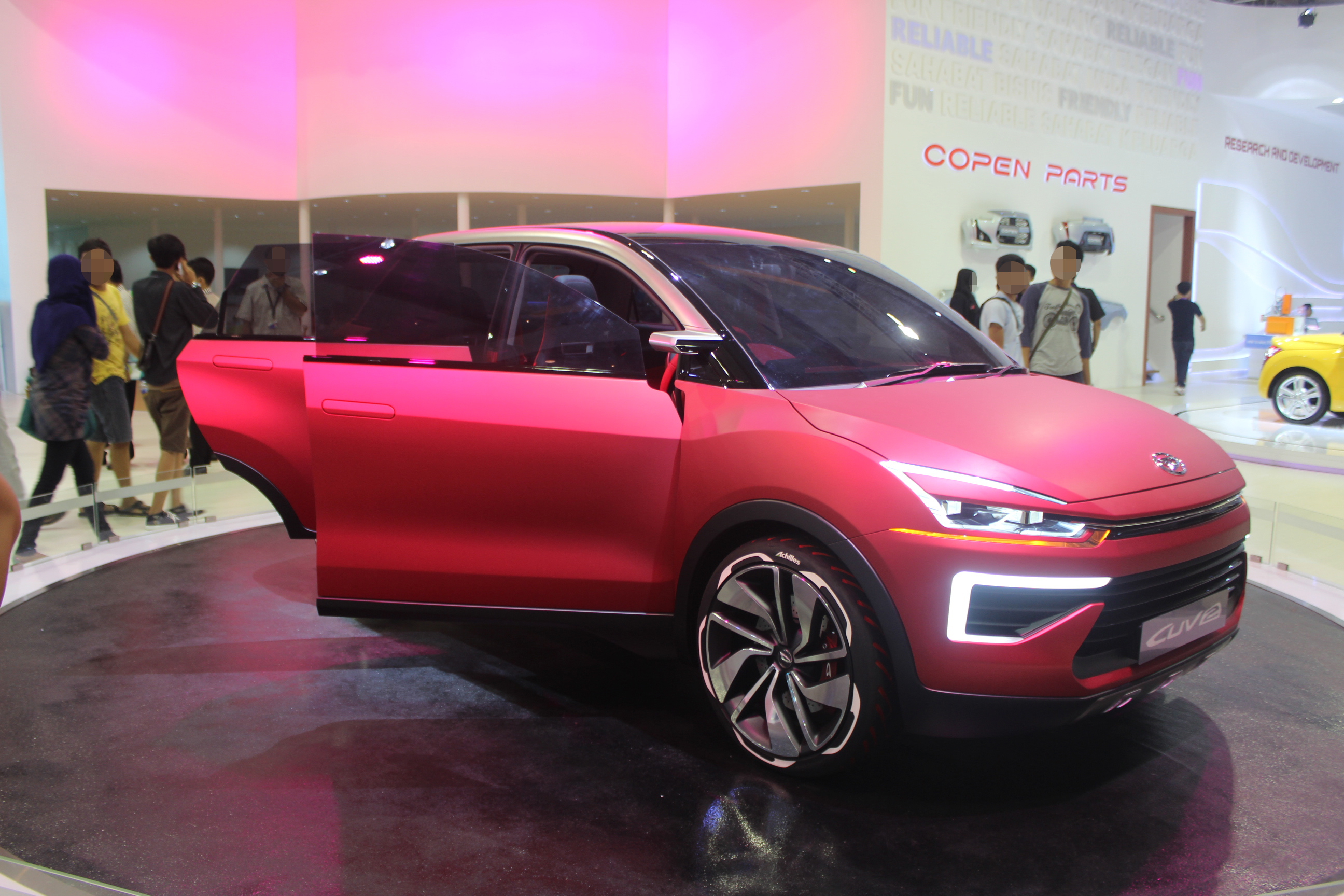
CUV2
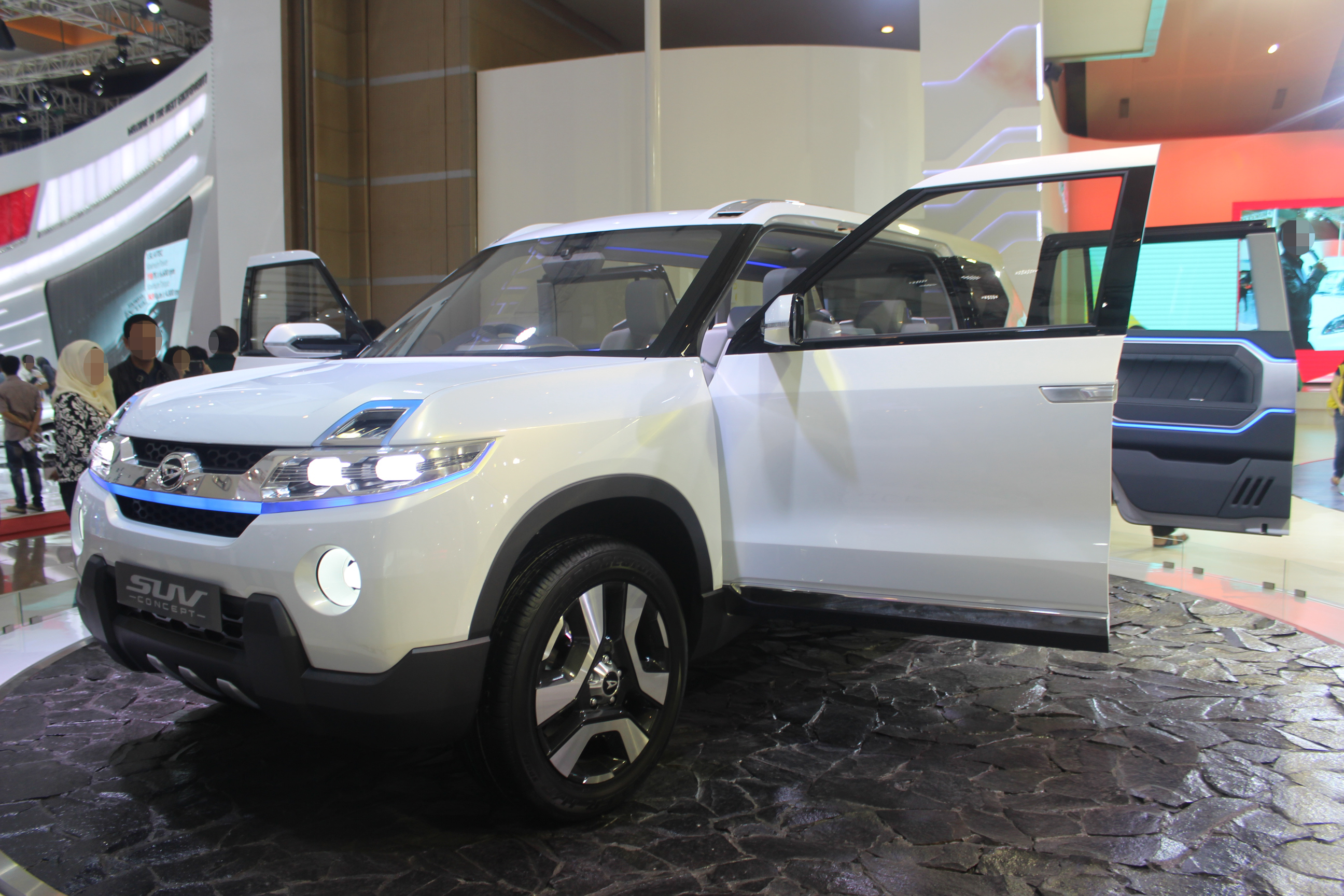
SUVコンセプト
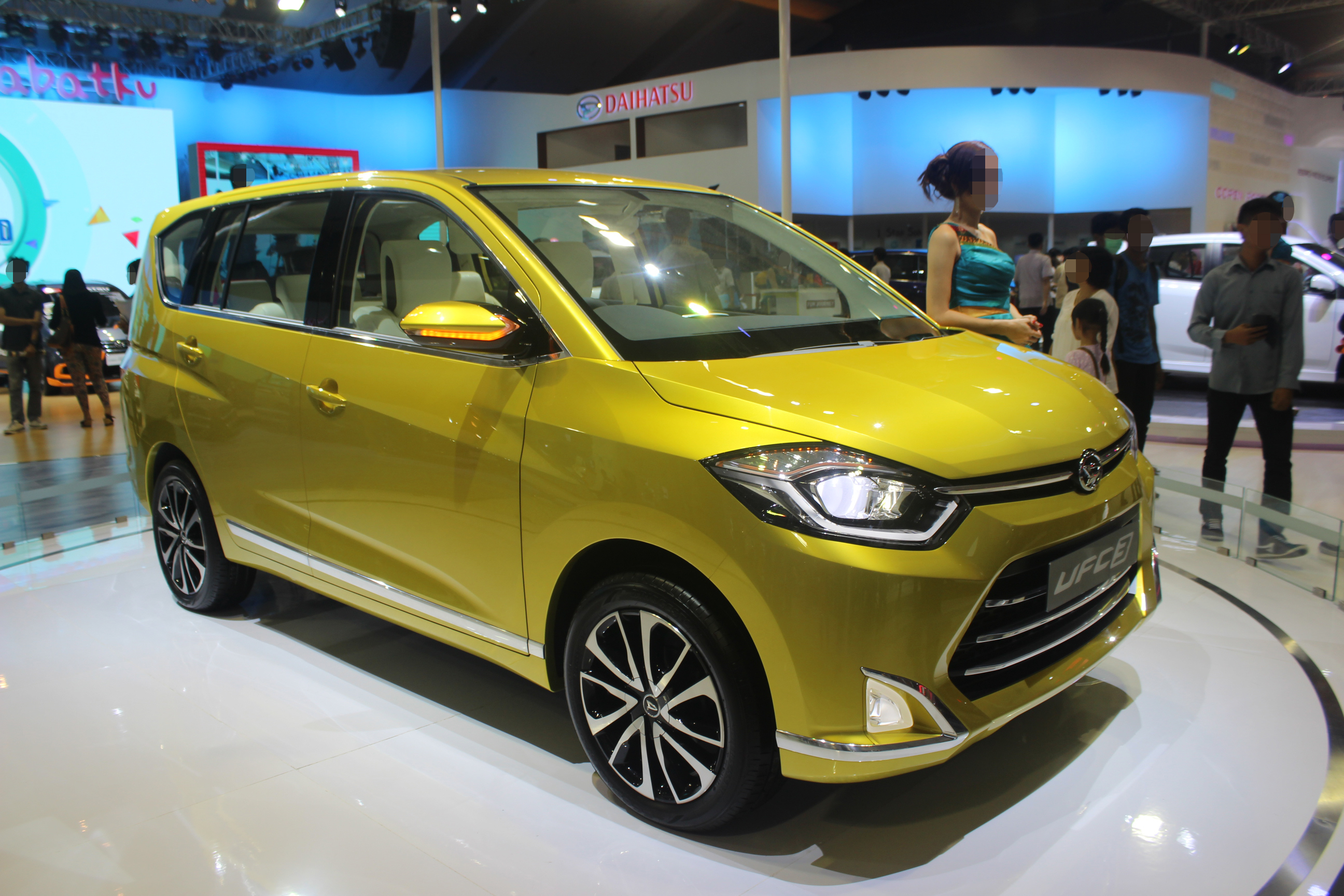
UFC3

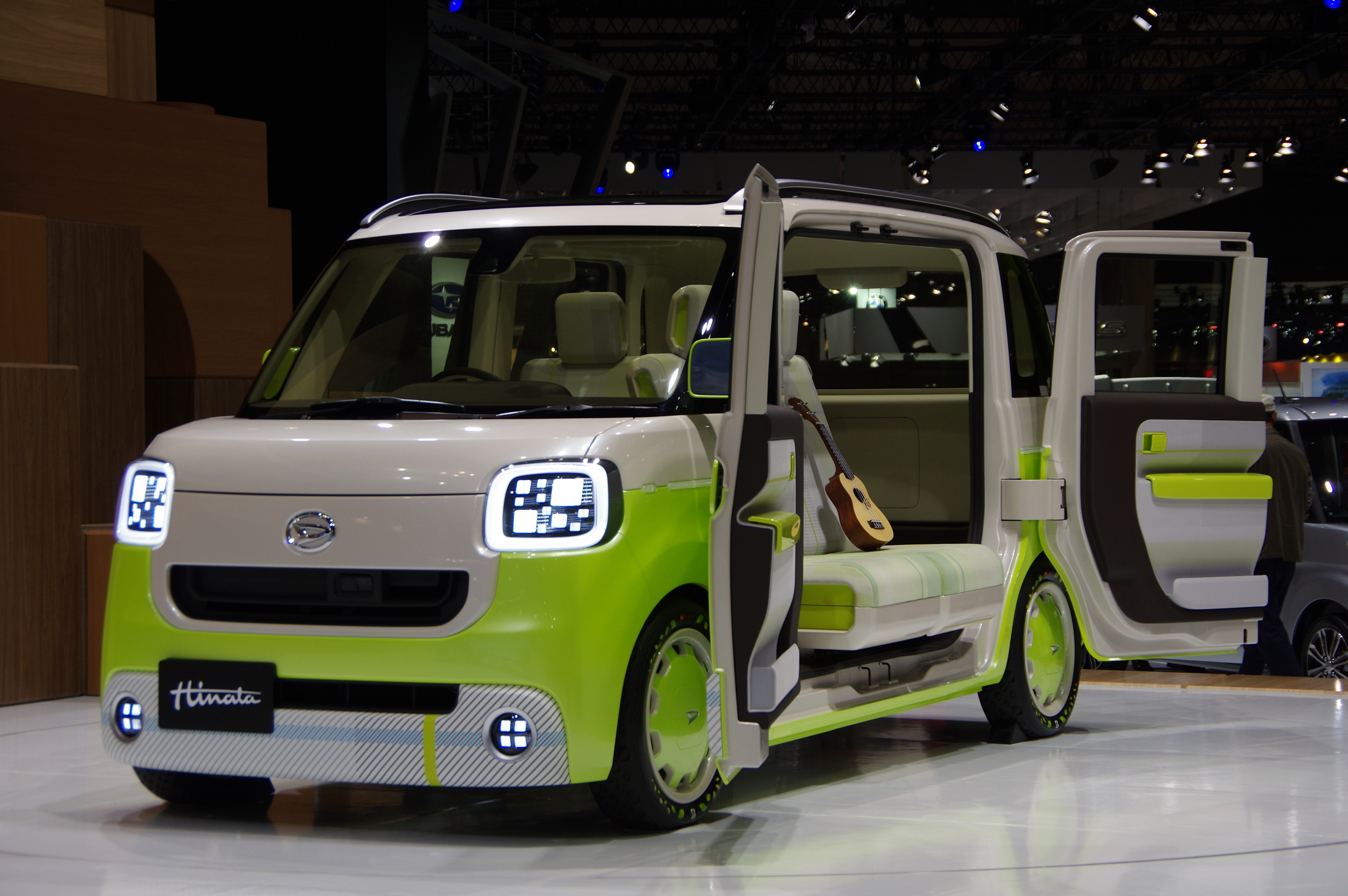
HINATA
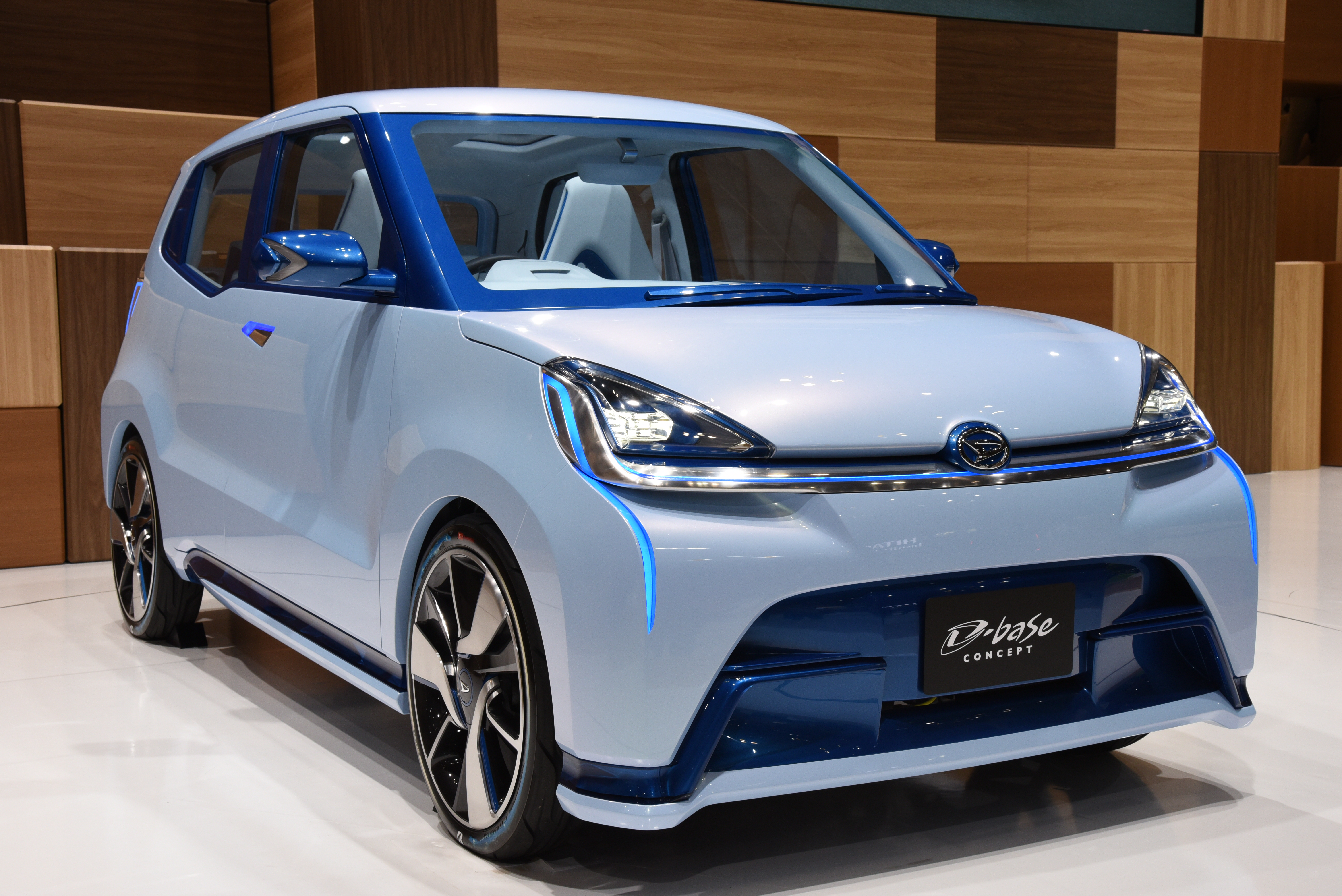
D-Base
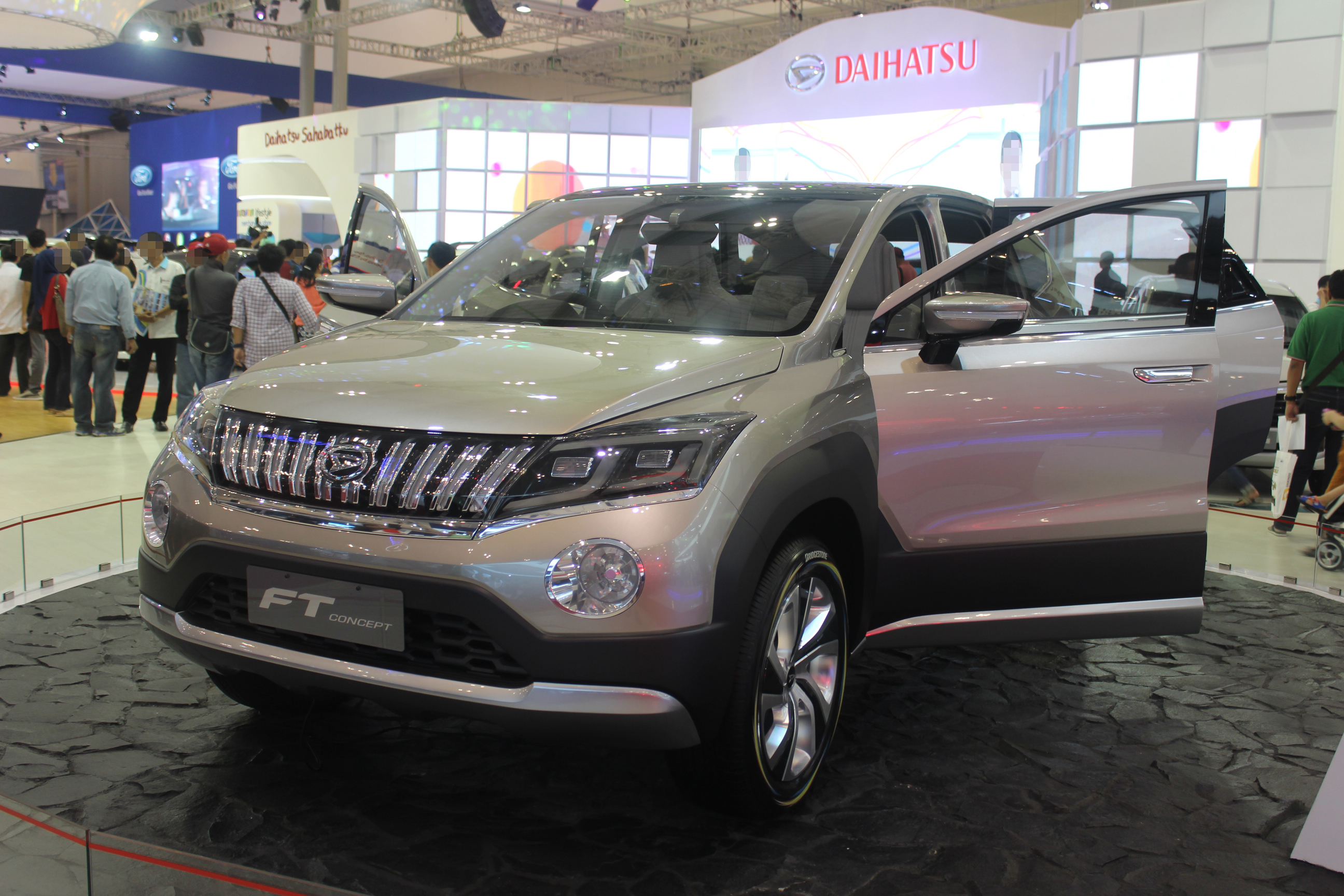
FT
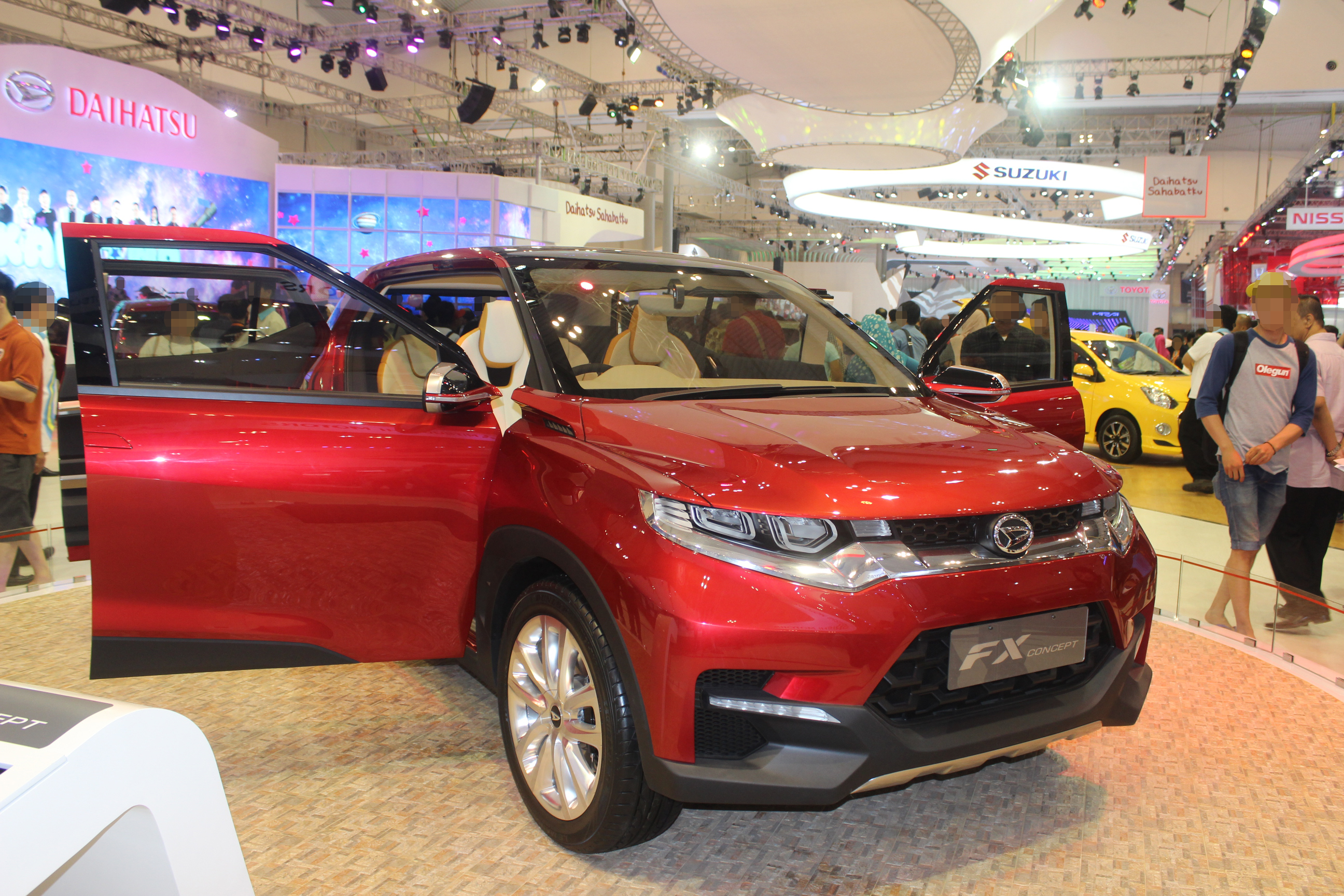
FX
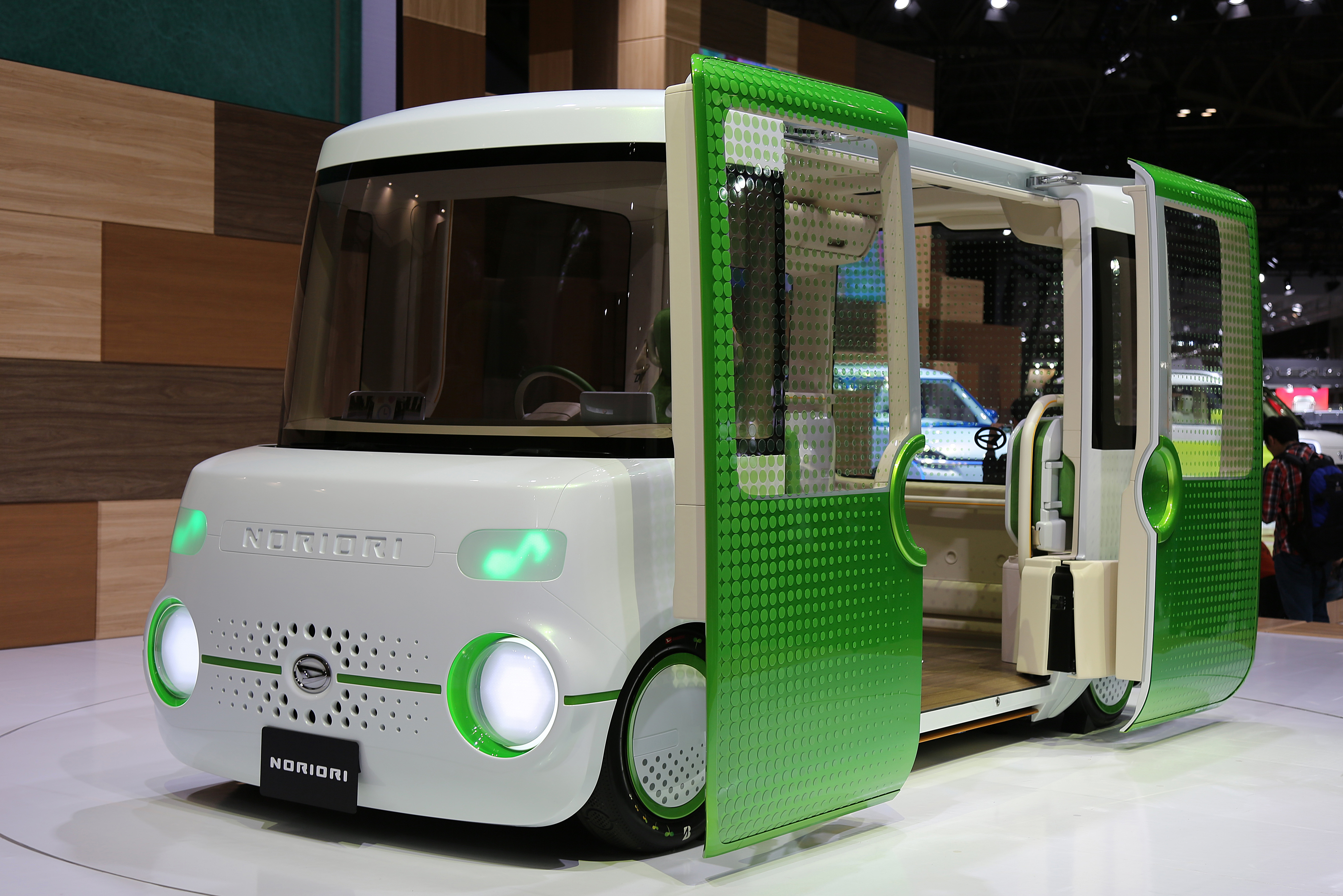
NORIORI
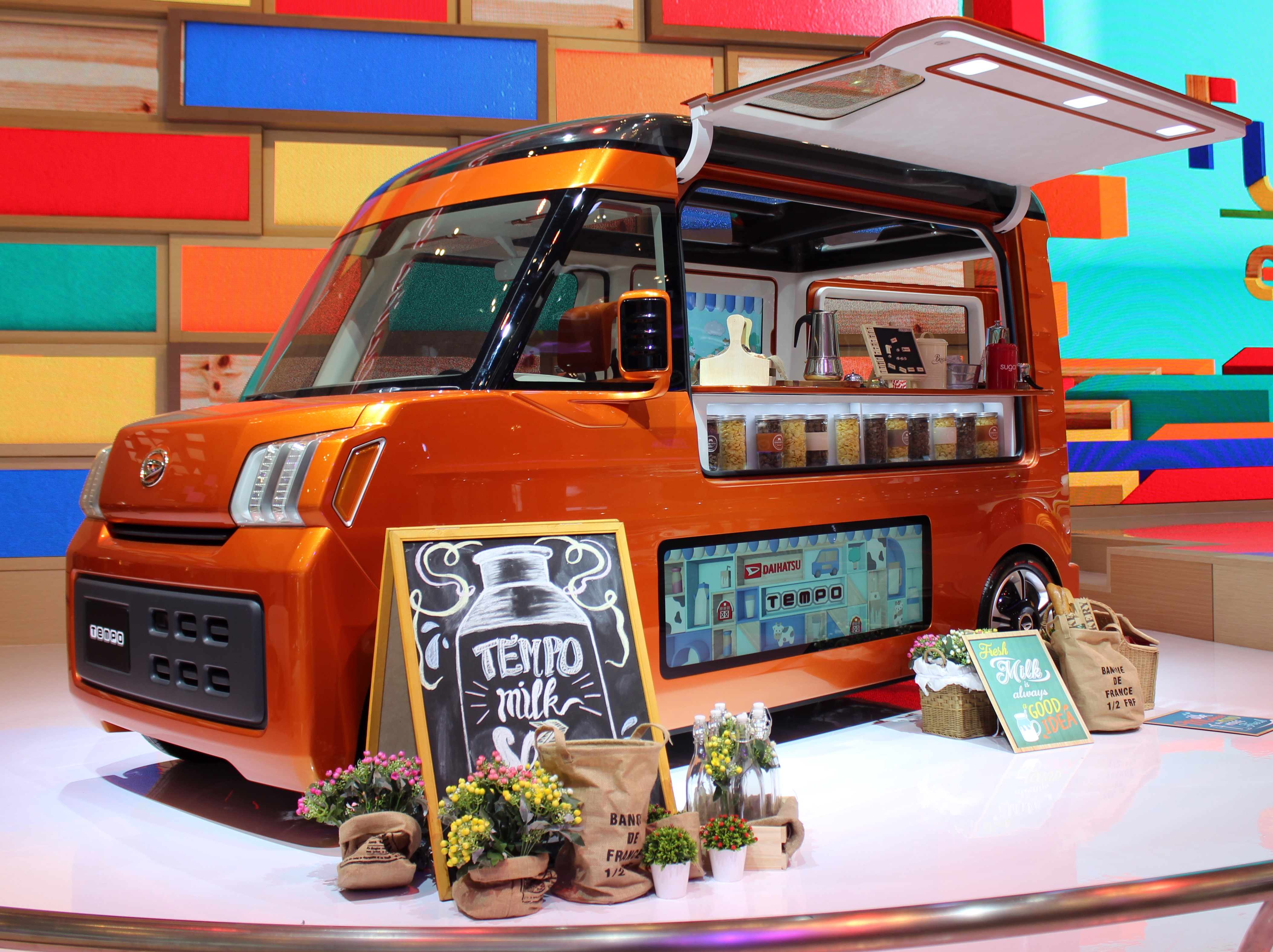
TEMPO

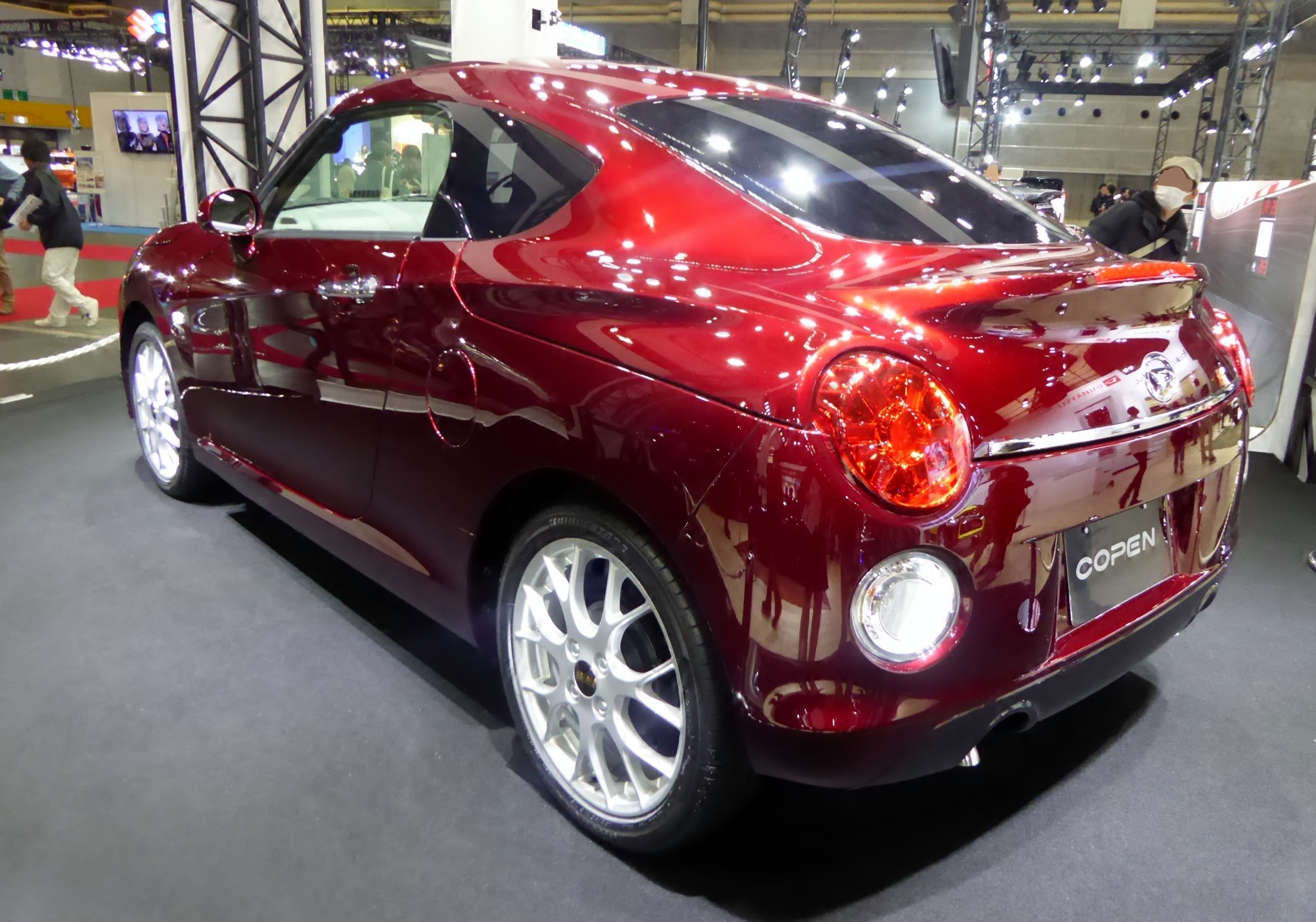
コペンクーペ
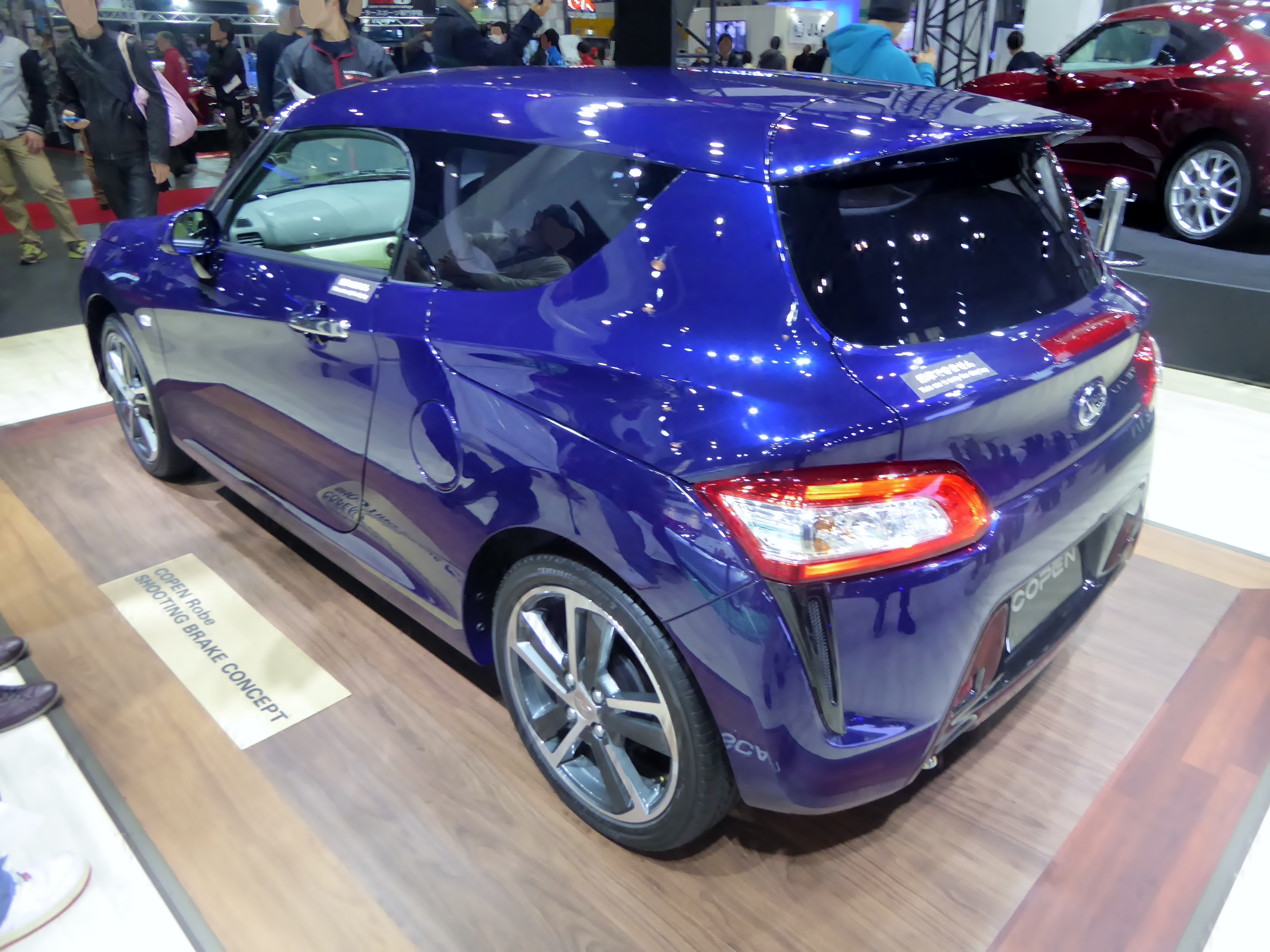
コペンシューティングブレーク

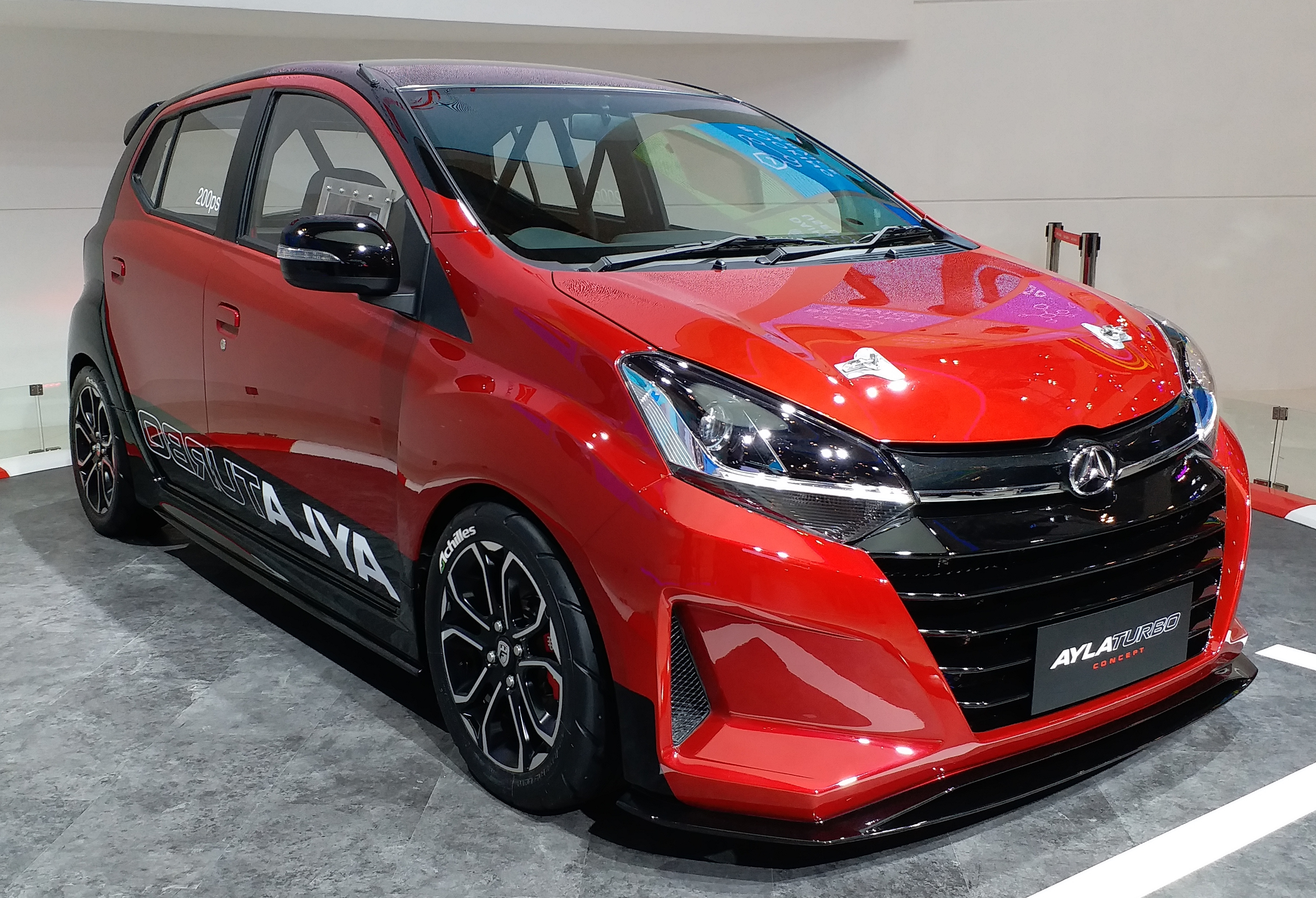
アイラターボ

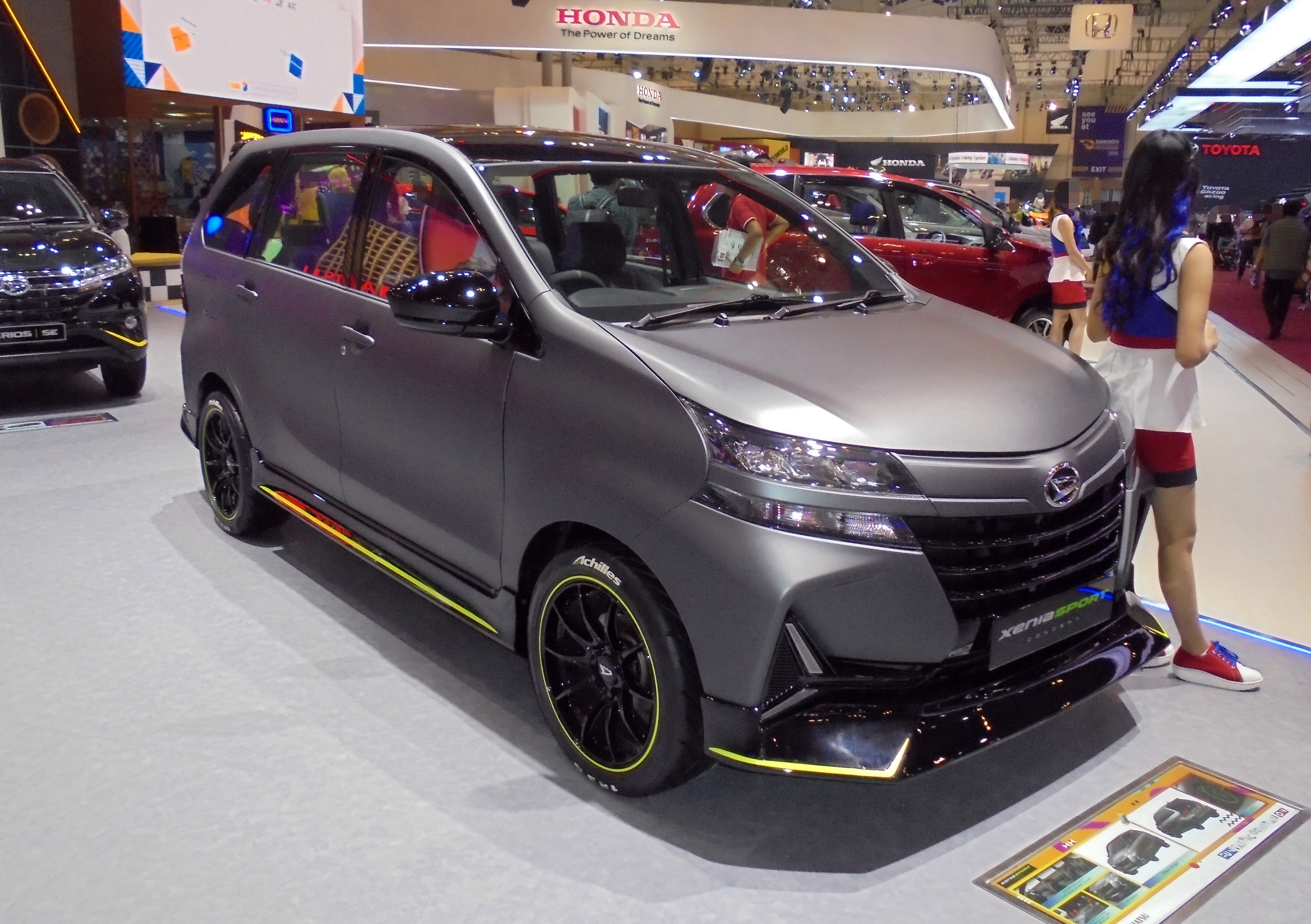
セニアスポーツコンセプト
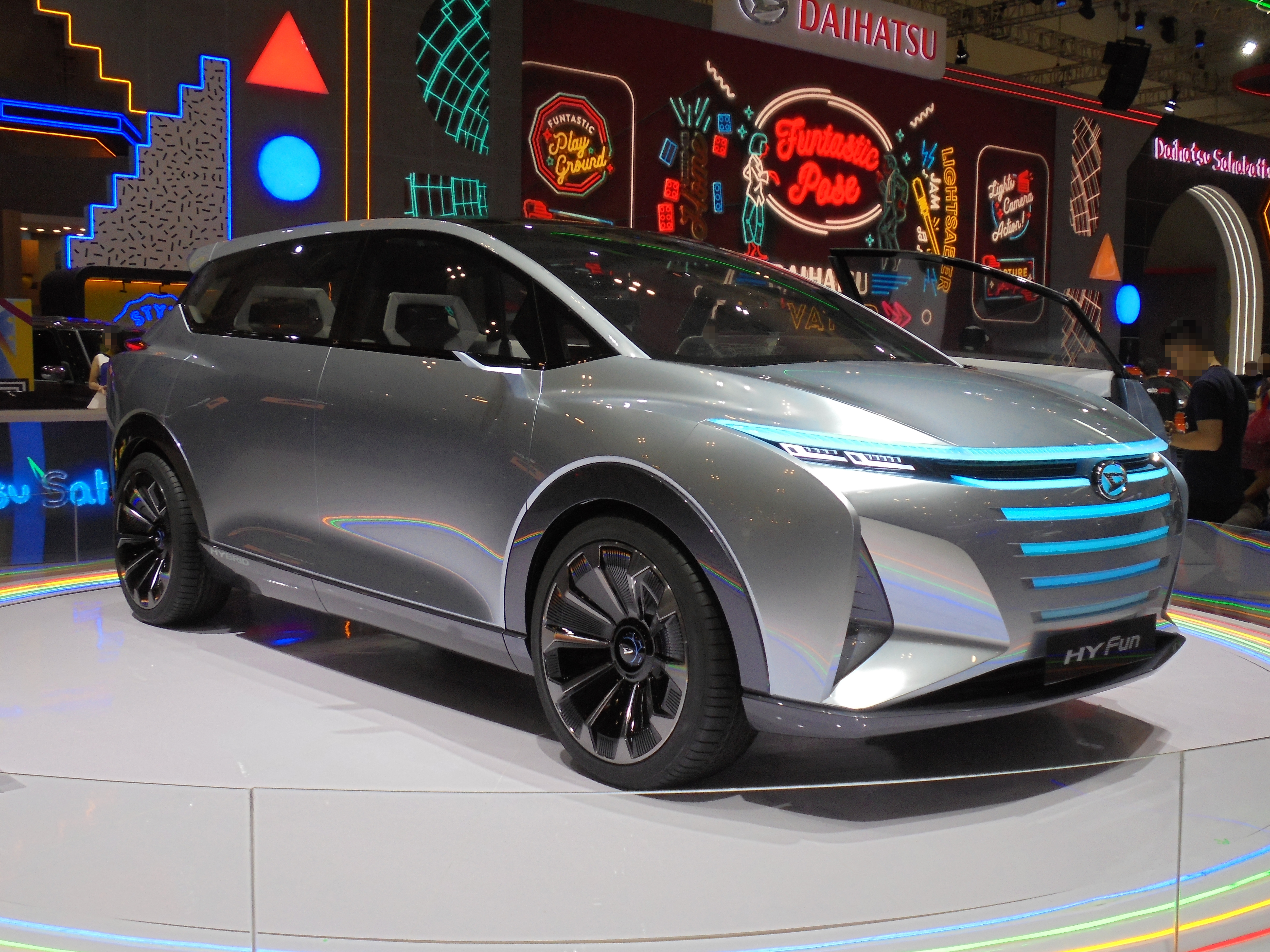
HY Fun
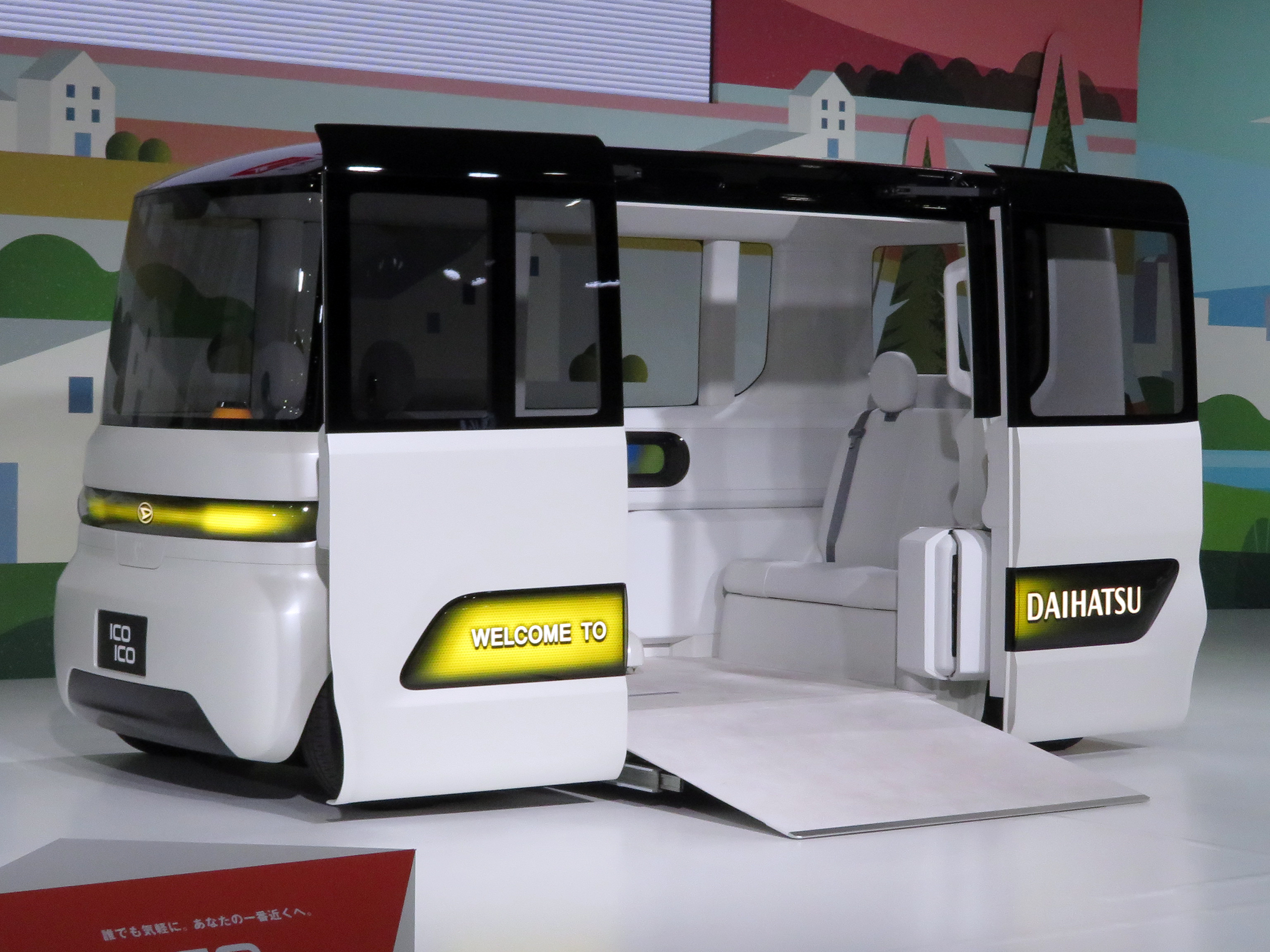
IcoIco
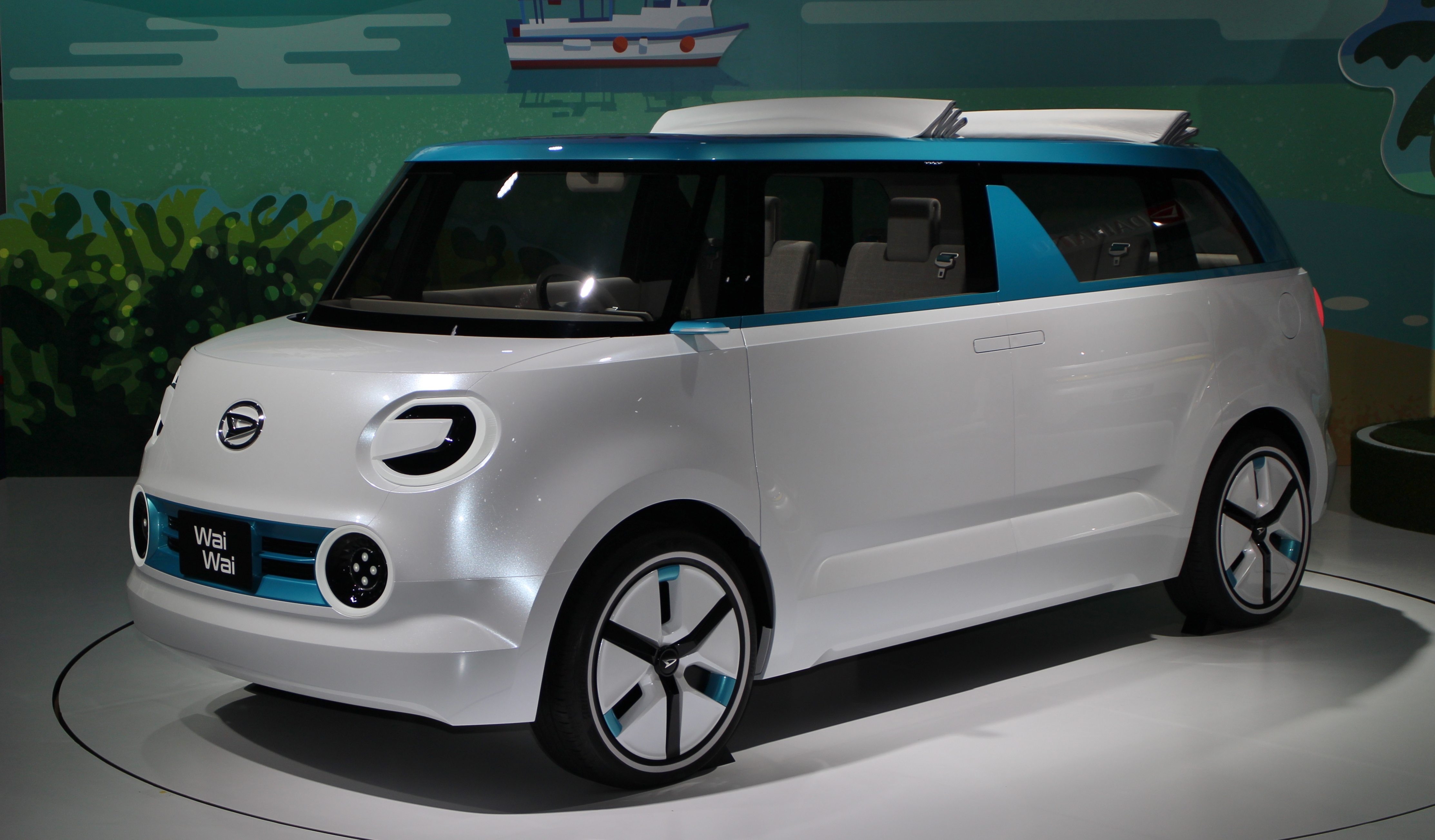
WaiWai

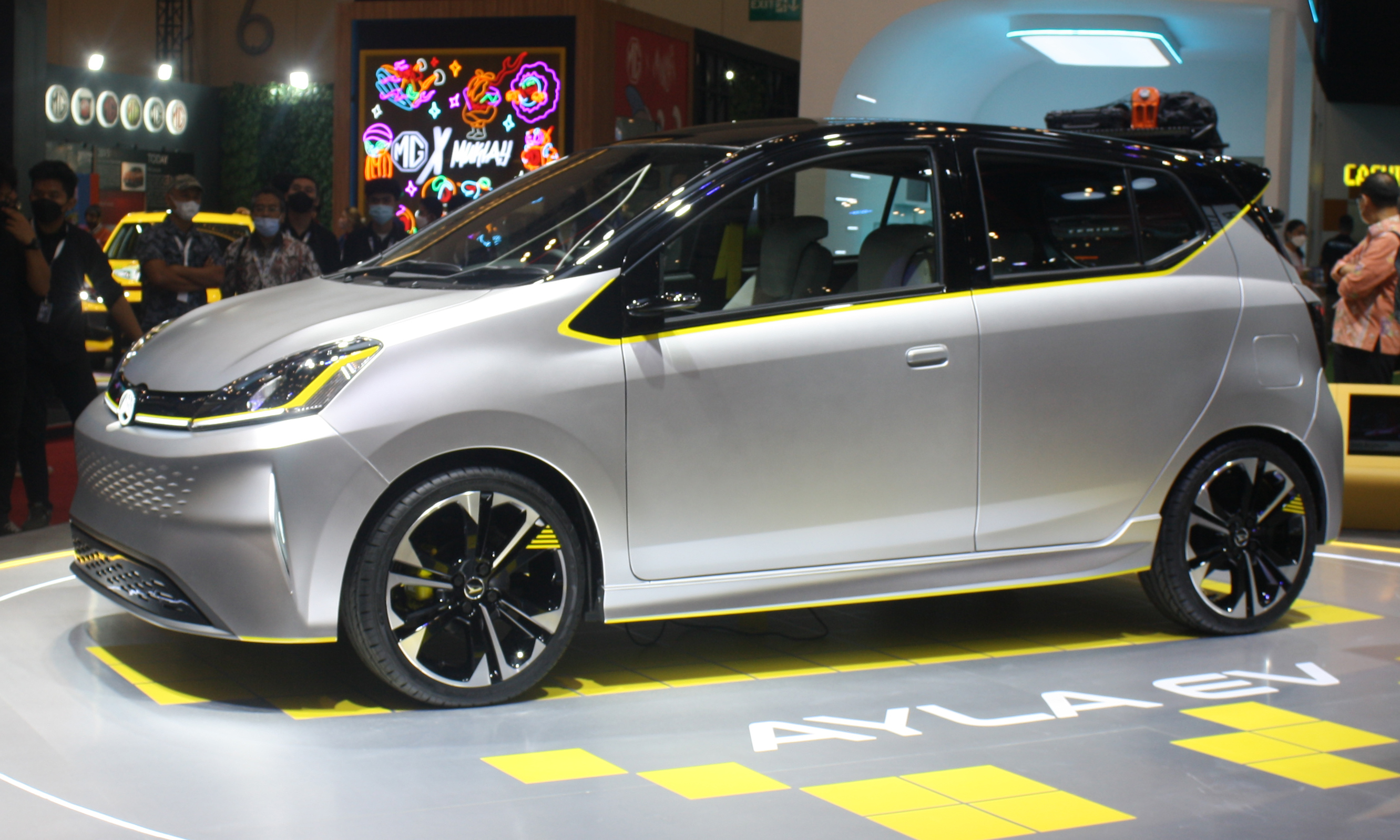
アイラBEVコンセプト

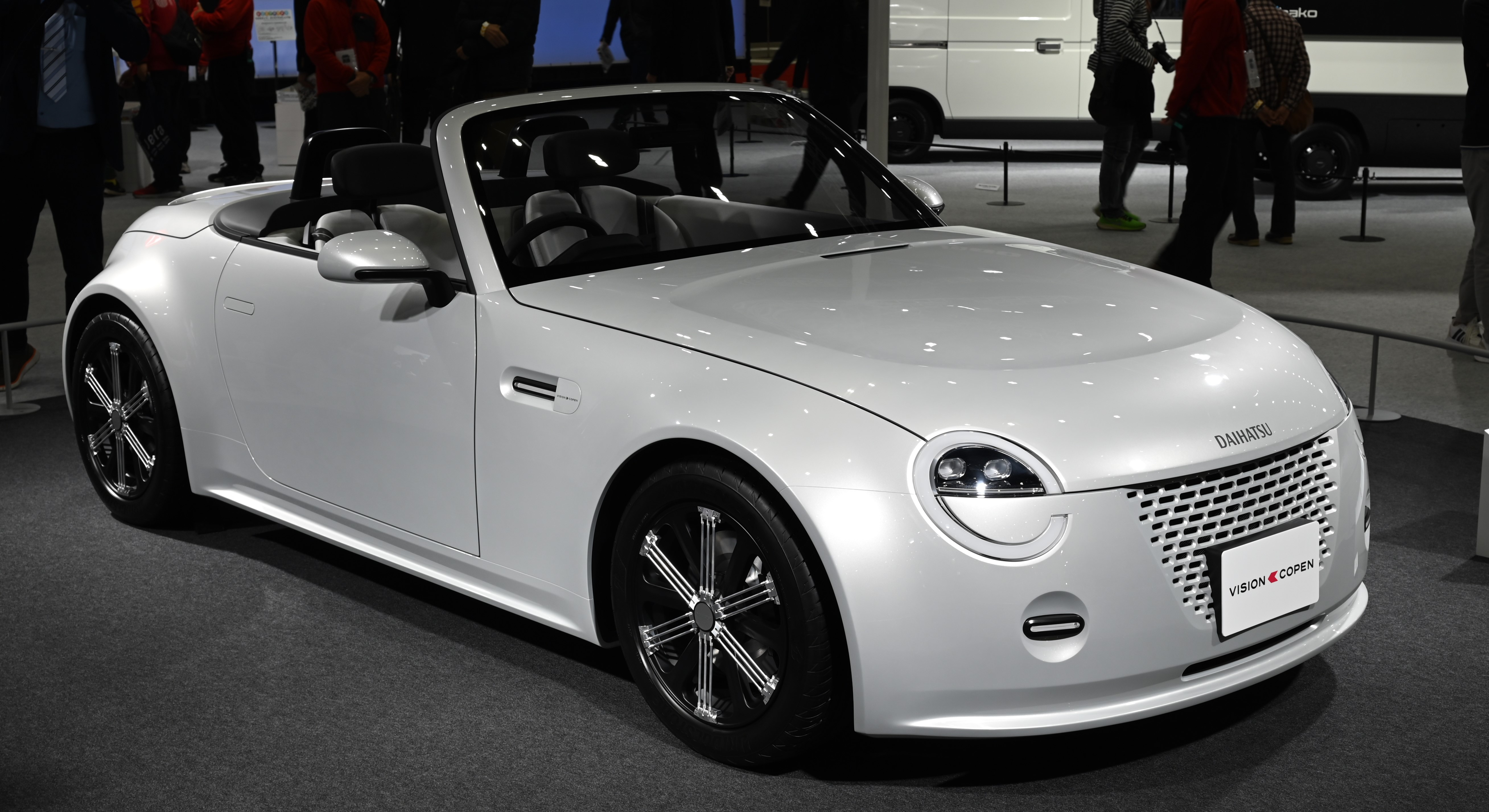
ビジョンコペン
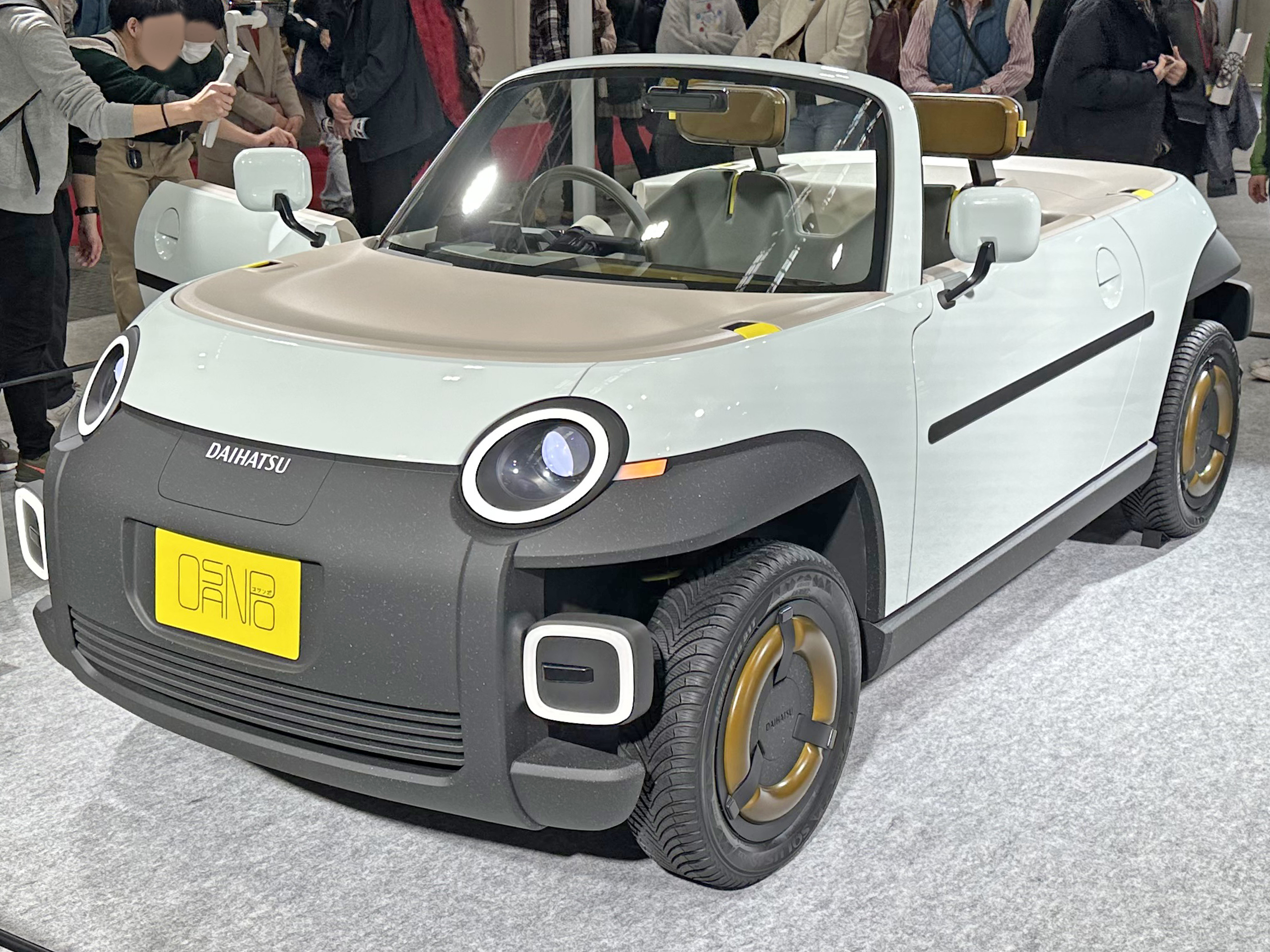
OSANPO
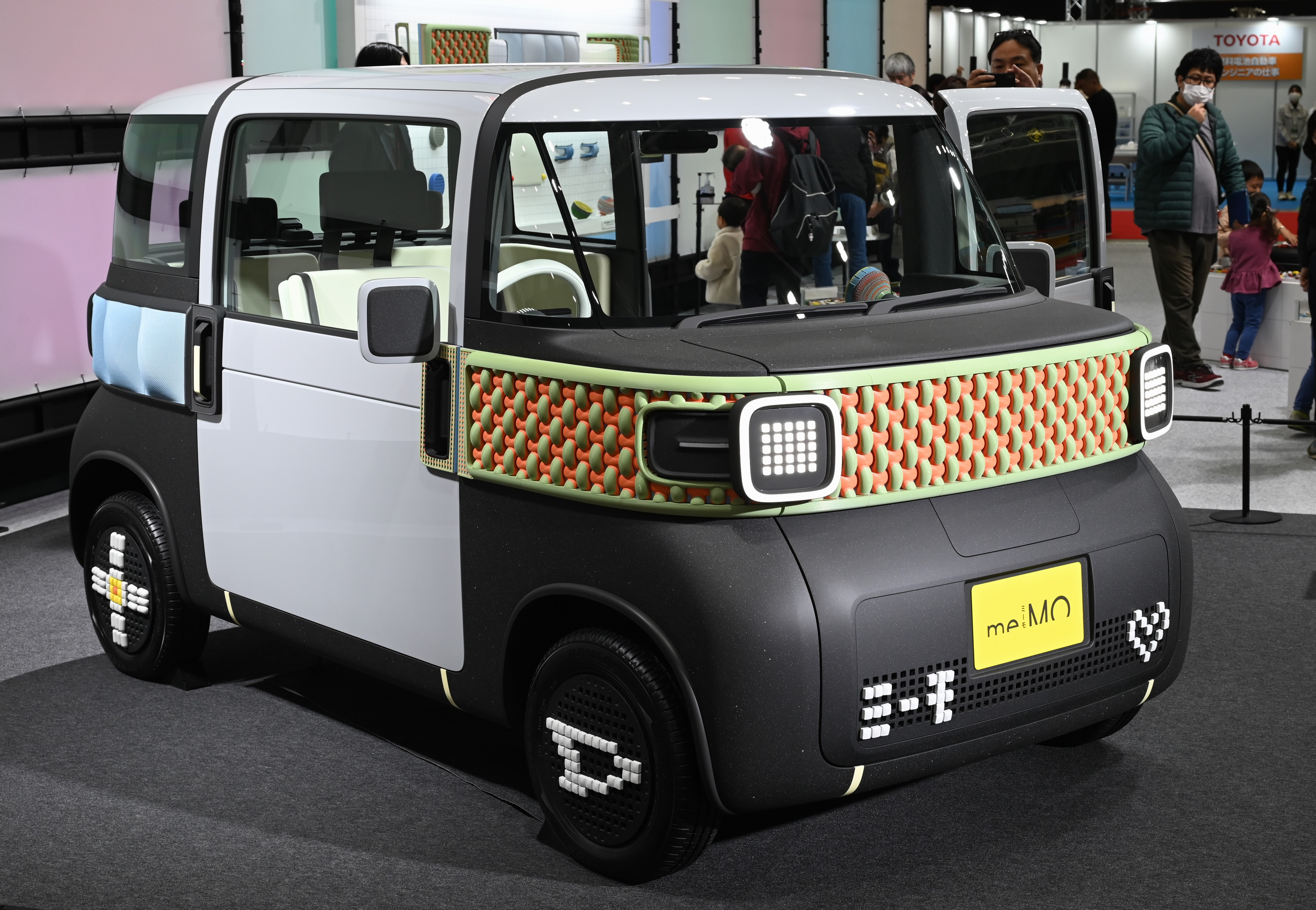
me:MO
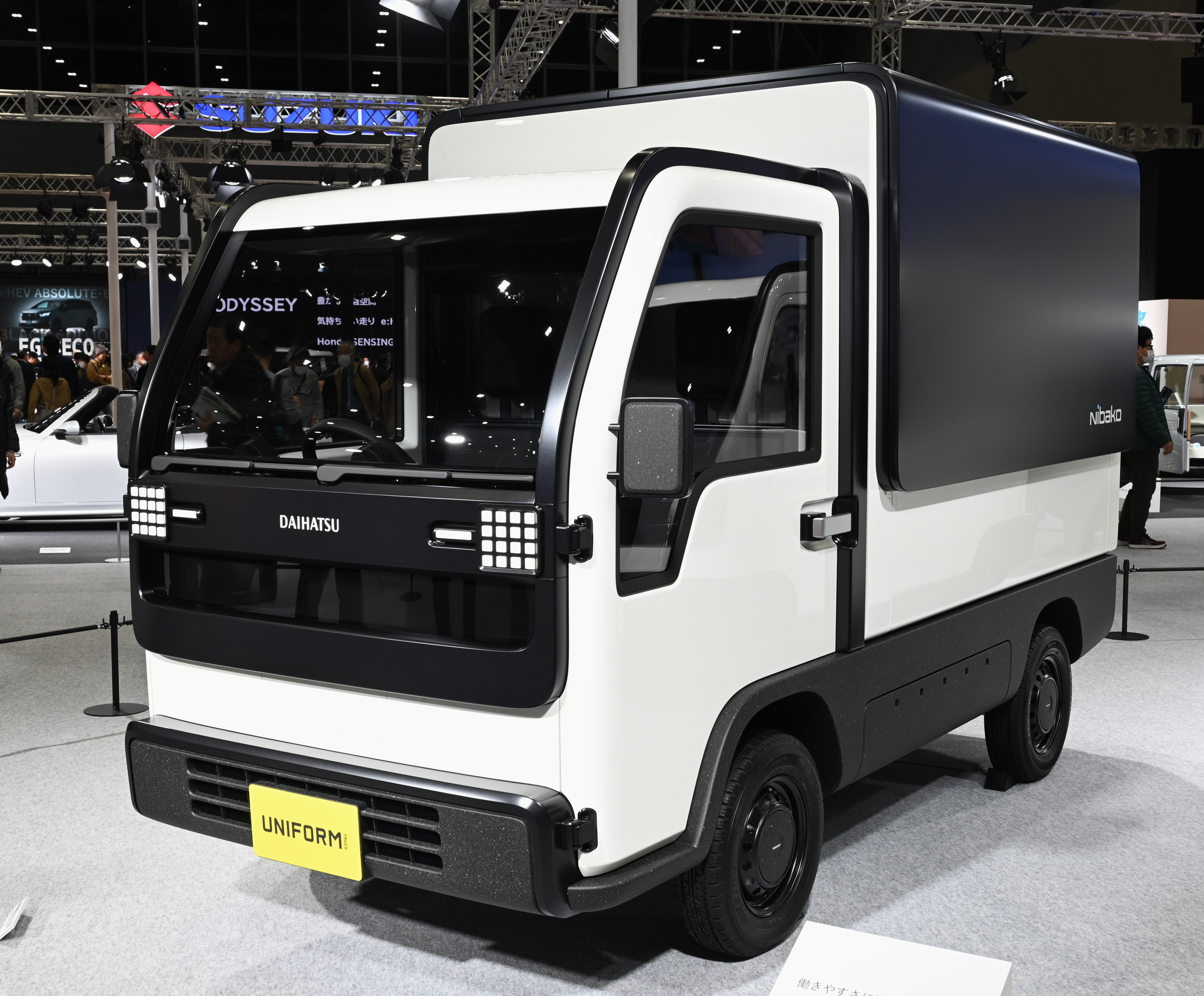
UNIFORM Truck
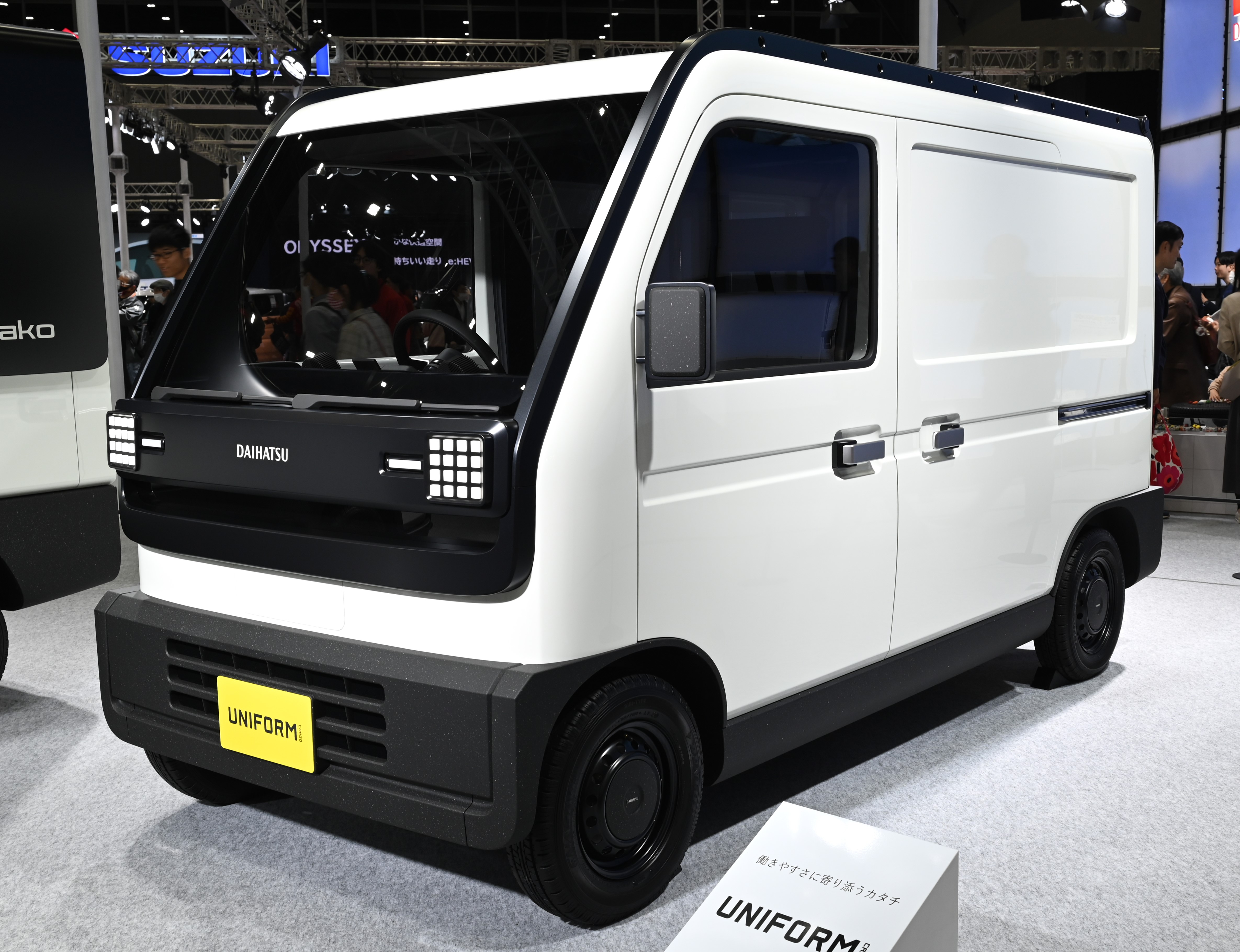
UNIFORM Cargo

1930年（昭和5年）
- ダイハツ號HA型

1938年（昭和13年）

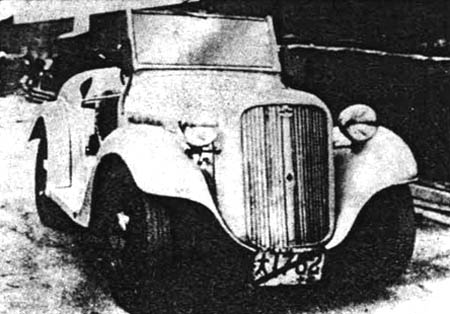
九八式小型乗用車

1966年（昭和41年）
- ダイハツ・スポーツ

1971年（昭和46年）
- BCX

1972年（昭和47年）
- BCX-II

1973年（昭和48年）
- BCX-III
- EV1

1979年（昭和52年）
- BCX-M

1985年（昭和58年）
- BCX-5
- トレック

1987年（昭和60年）
- TA-X80

- ミラPM/L
- アーバンバギー

1989年（平成元年）
- BC7
- フェローX90
- MS-X90
- RA-90
- TEC-1
- スニーカー

1990年（平成2年）
- マリーエンケーファー

1991年（平成3年）
- X-021

- FX-228
- ミラミラノ
- ダイハツ・RA-91
- ロッキーカリフォルニアハート
- X-409

1993年（平成5年）
- ミゼットII（プロトタイプ）
- D-bag4
- ダッシュ21
- パーソナルクーペ
- ウルトラミニ

1994年（平成6年）
- MS-X94

1995年（平成7年）
- FX-21
- ミゼットIII
- タウンキューブ
- X-1

1997年（平成9年）
- ミゼットIV
- アキンド
- MS-X97
- NCX

1999年（平成11年）
- SP-4

- Kopen
- AS-2
- EZ-U
- Micro-3L

2001年（平成13年）
- ES3
- FFウルトラスペース
- FXS
- UFE
- U4B
- ミューズ
- ダイハツ・UFE-I

2002年（平成14年）
- UF Mini-S
- UF Mini-V

2003年（平成15年）
- ai

- D-BONE Eco
- UFE-II
- XL-C
- コペンSARDスペシャル
- E3
- ムーヴFCV-K-2
- XL-C

2004年（平成16年）
- FFC
- FRC

2005年（平成17年）
- コペンZZ
- タントFCHV

- HVS
- SK-Tourer
- UFE-III
- D-Compact 4x4
- COSTA
- SKツアラー

2006年（平成18年）
- D-Compact X-Over
- シリオンスポーツ

2007年（平成19年）
- HSC
- OFC-1
- MUD MASTER-C

2009年（平成21年）

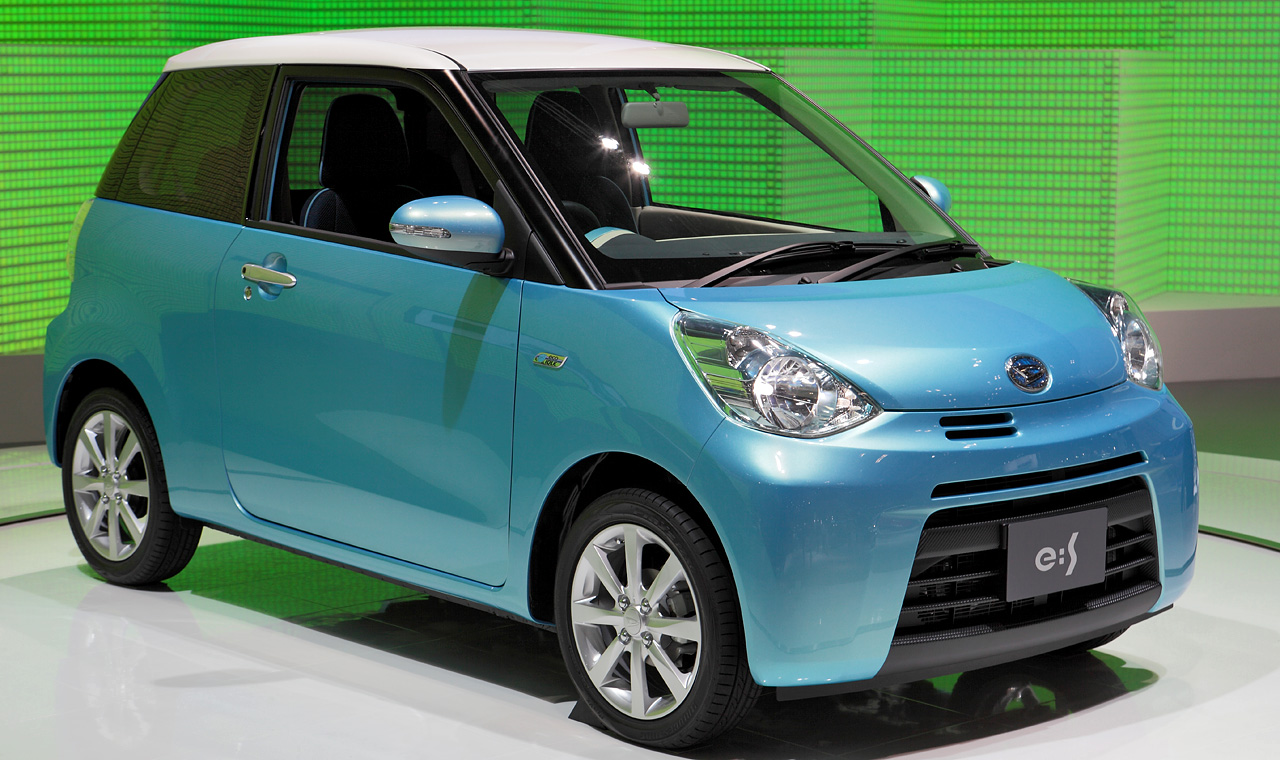
e:S
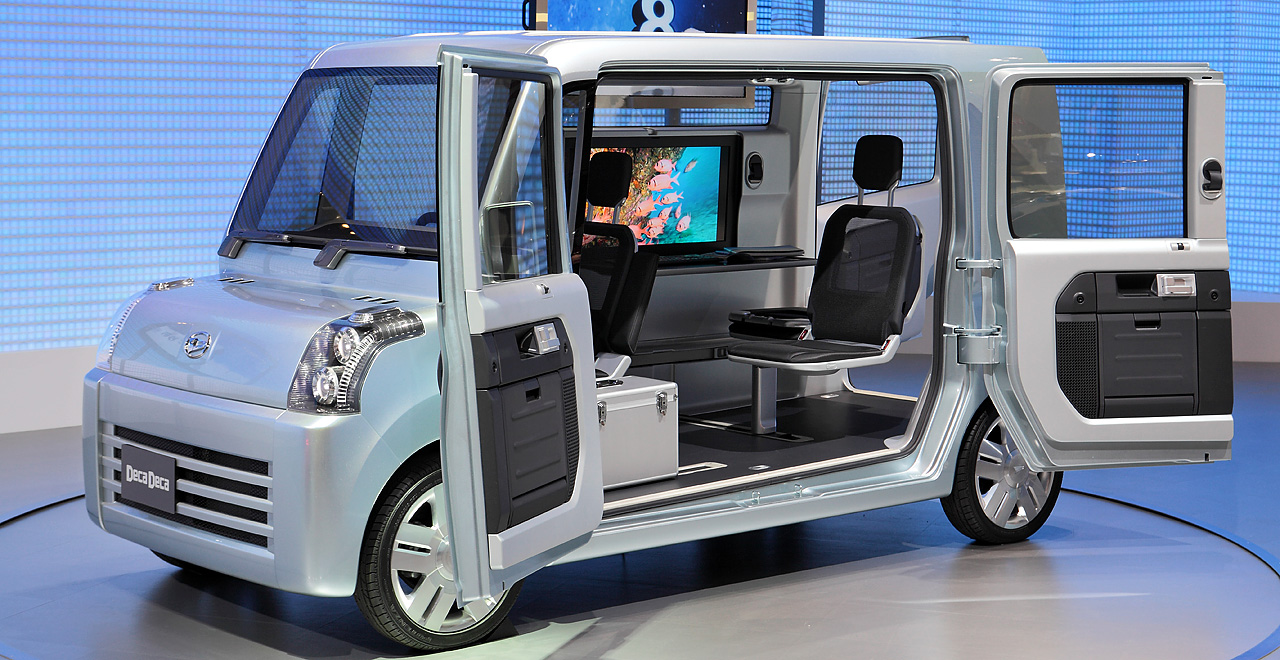
Deca Deca
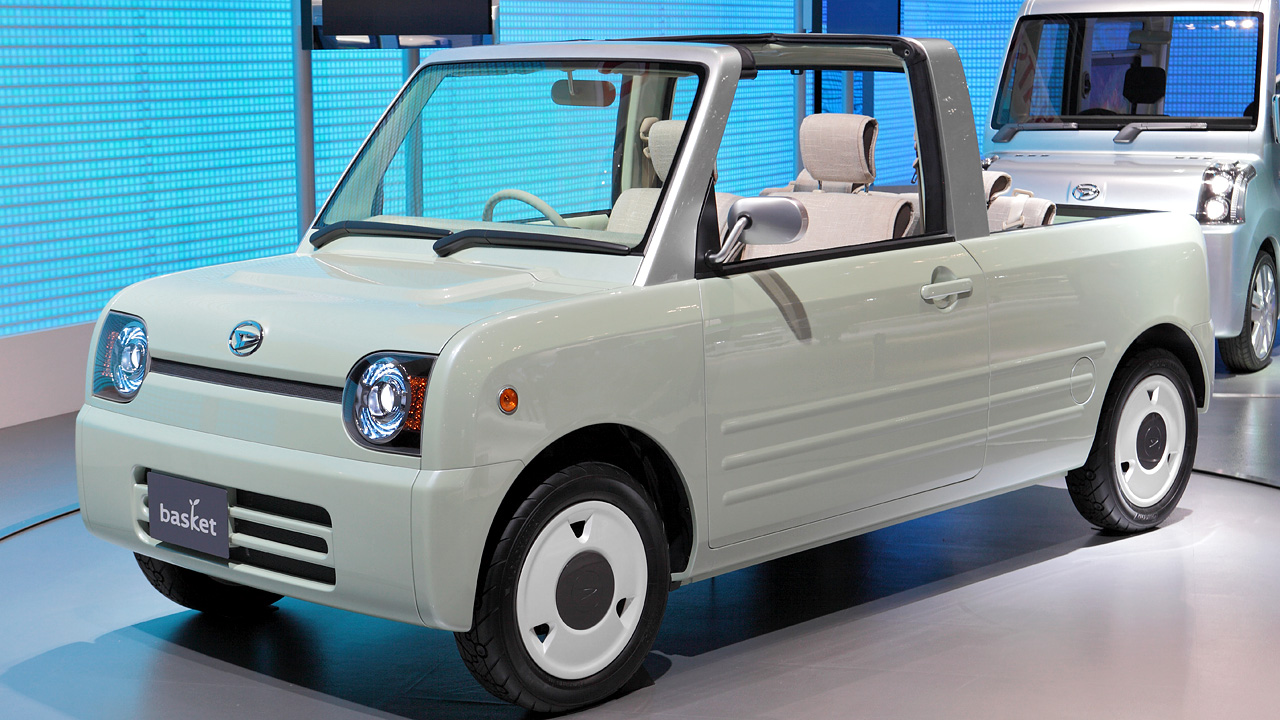
バスケット

2011年（平成23年）
- D-X
- FC商CASE

- PICO
- A-Concept

2012年（平成24年）
- UFC
- D-R

2013年（平成25年）

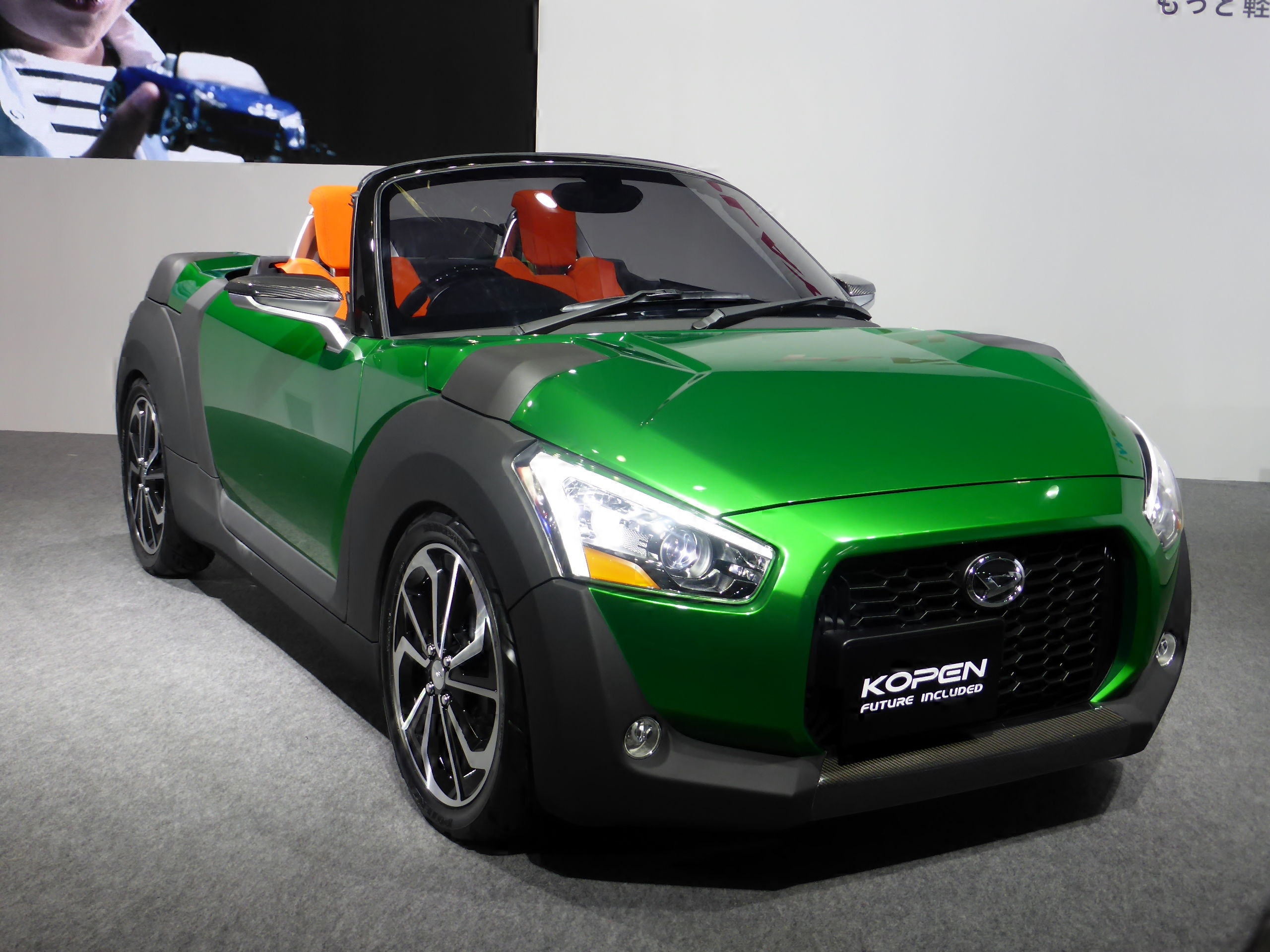
Kopen Future Included XMZ
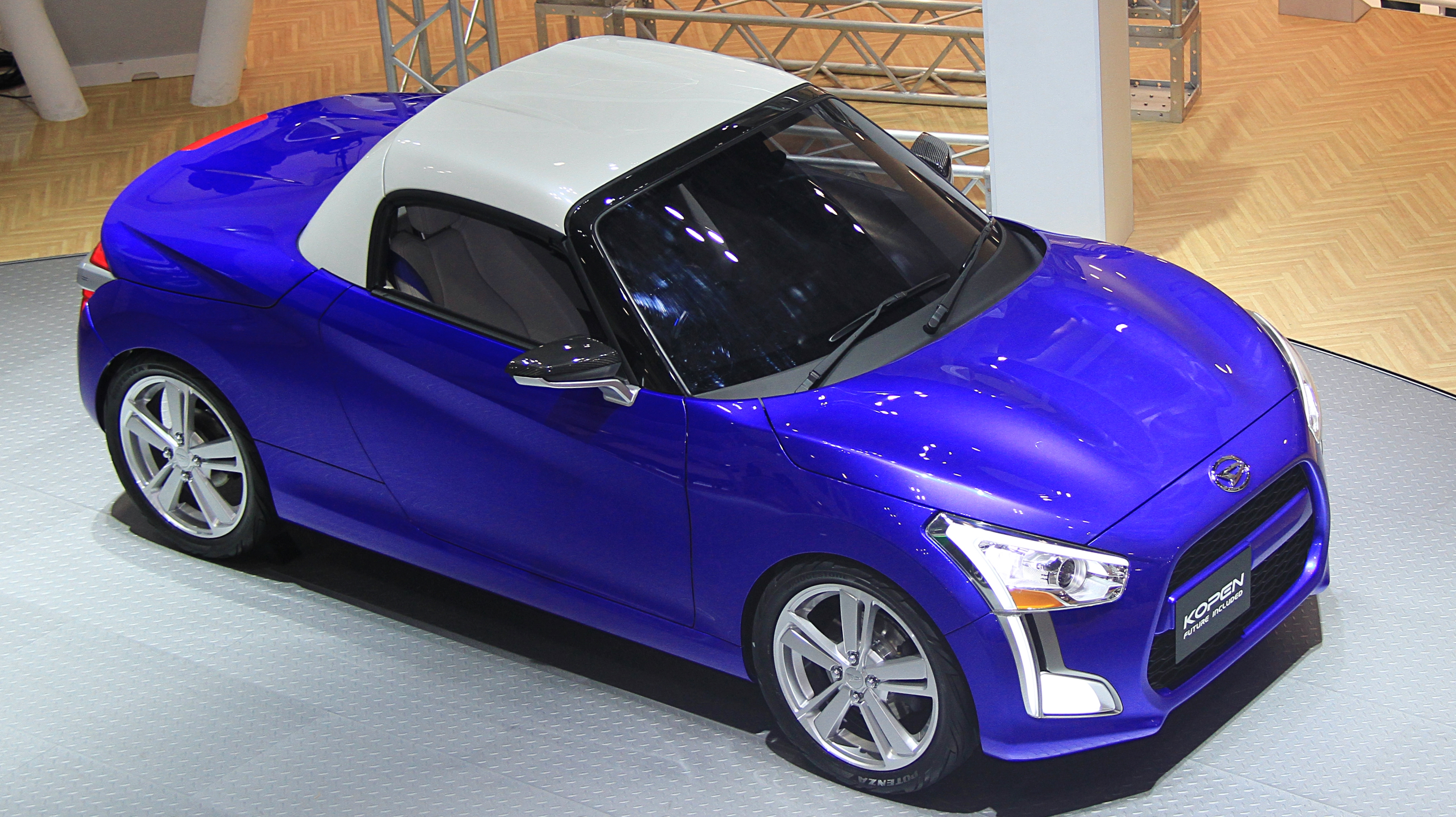
Kopen Future Included RMZ
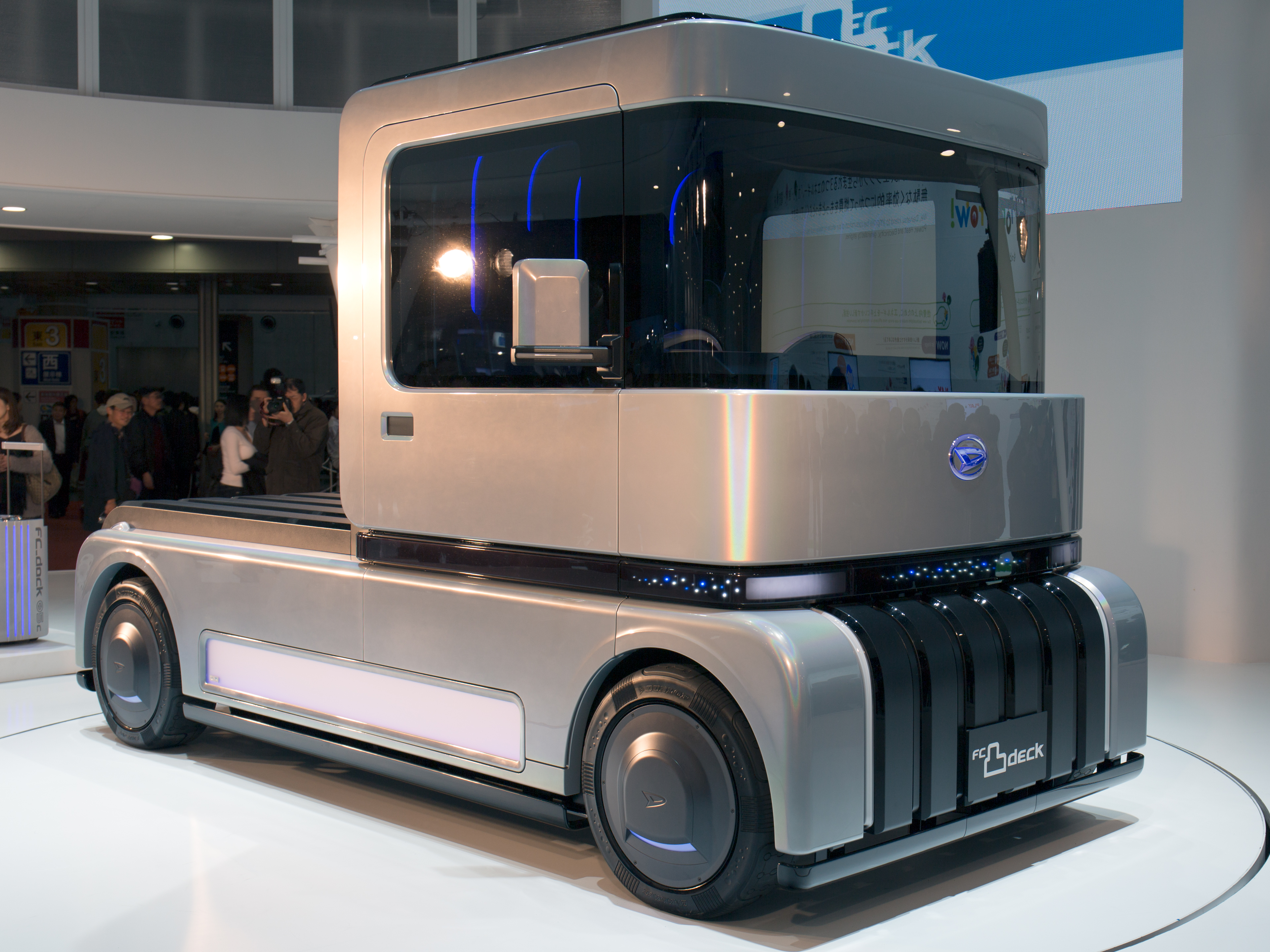
FC Deco Deck
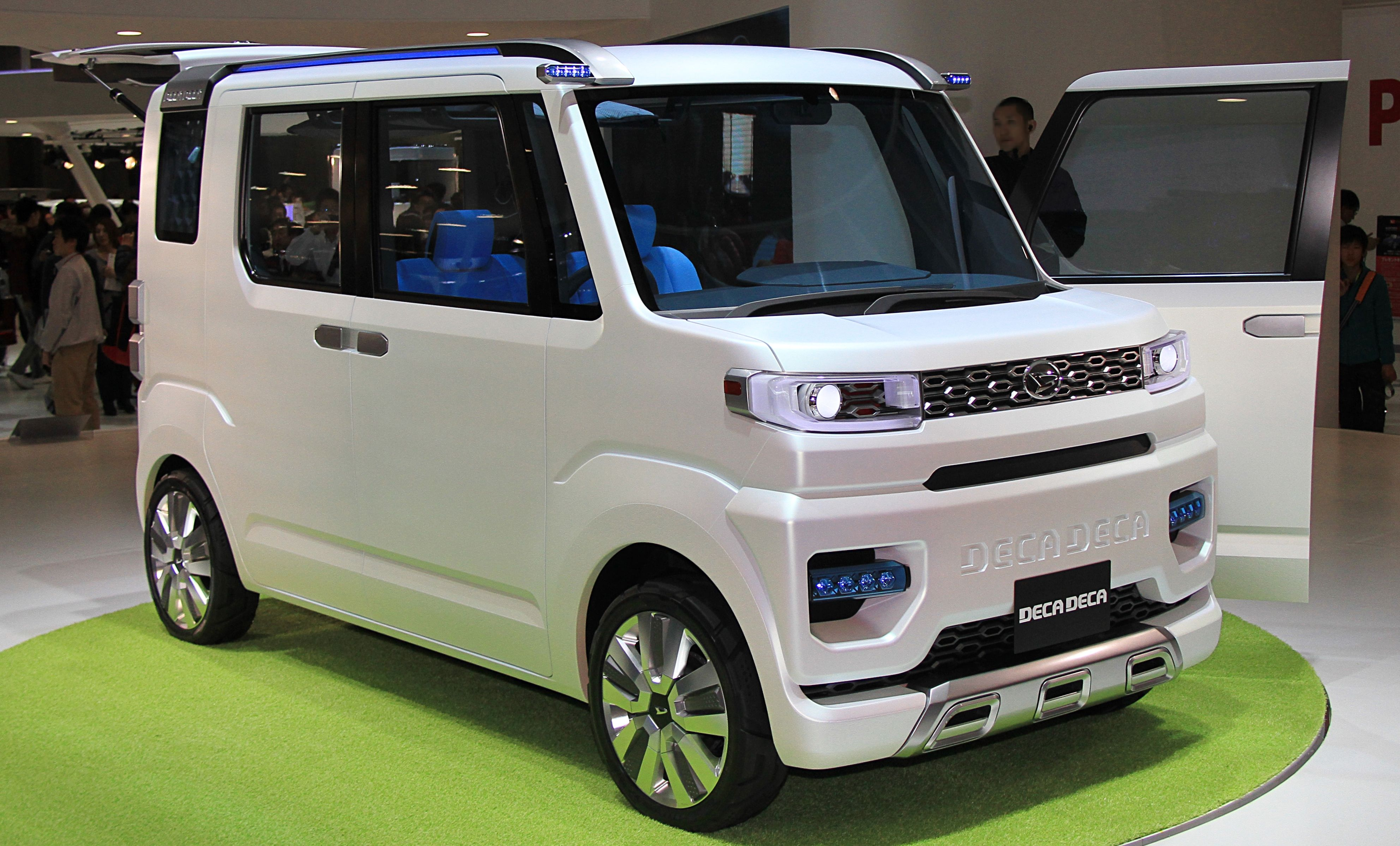
Deca Deca

- アイラGT
- アイララグジュアリー
- アイラXトラック
- CUV
- D-Rエステート
- NC-Y
- NC-Z
- UFC2

2014年（平成26年）
- CUV2
- SUVコンセプト
- UFC3

- アイラGT2
- RM1
- RM2
- RM3

2015年（平成27年）
- HINATA
- D-Base
- FT
- FX
- NORIORI
- TEMPO

2016年（平成28年）
- コペンクーペ
- コペンシューティングブレーク

2017年（平成29年）

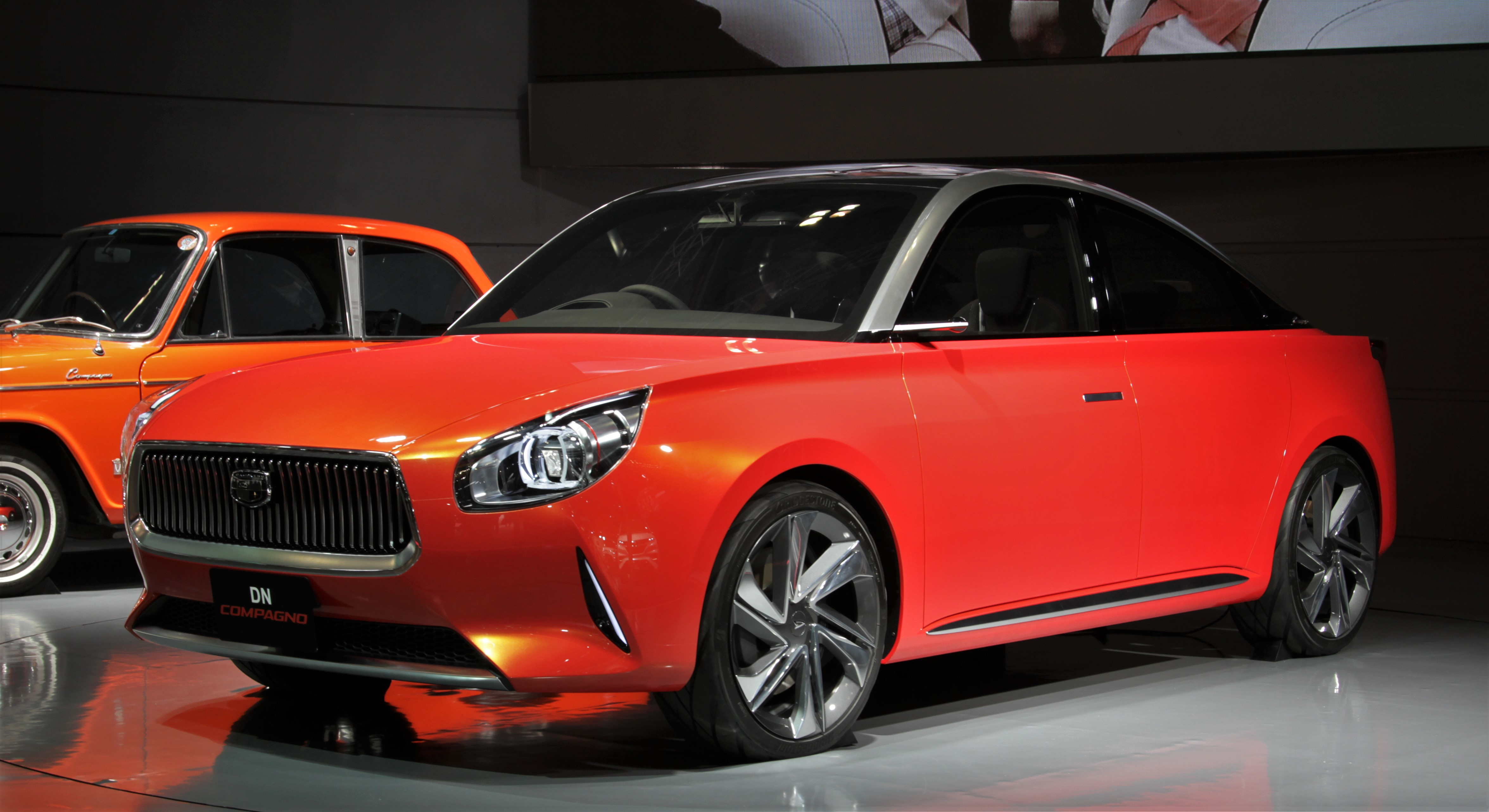
DNコンパーノ
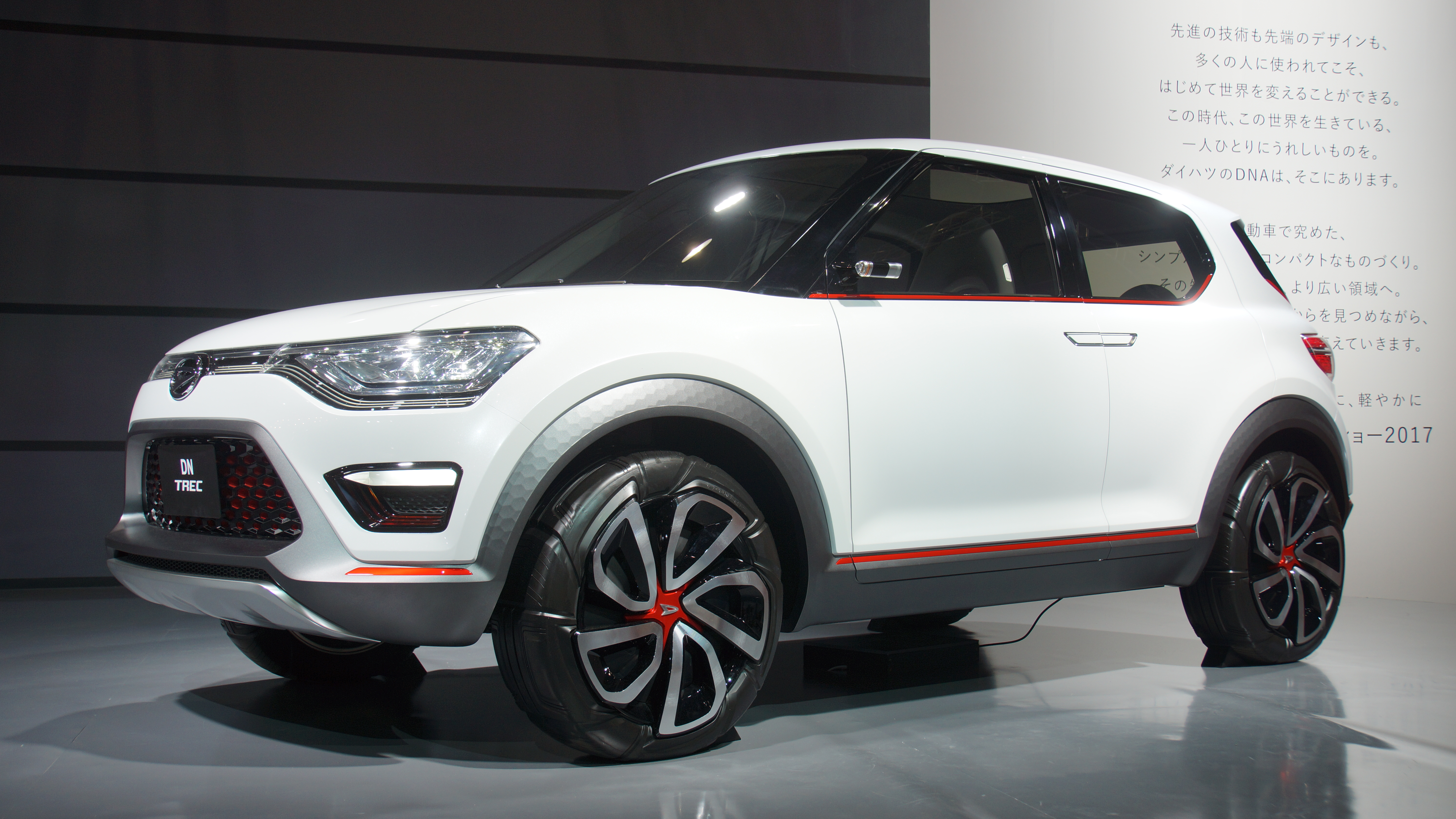
DN TREC
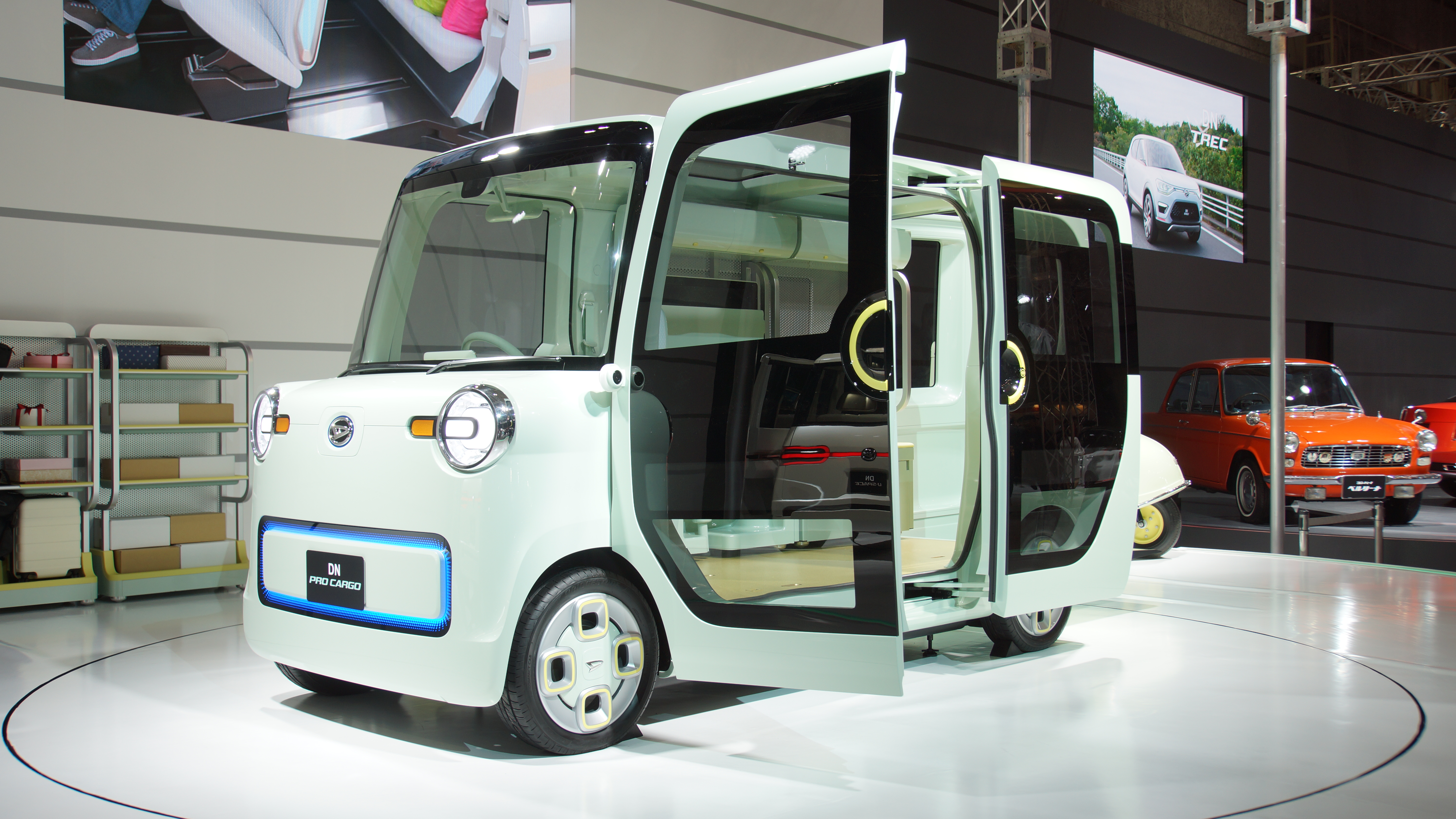
DN Pro Cargo
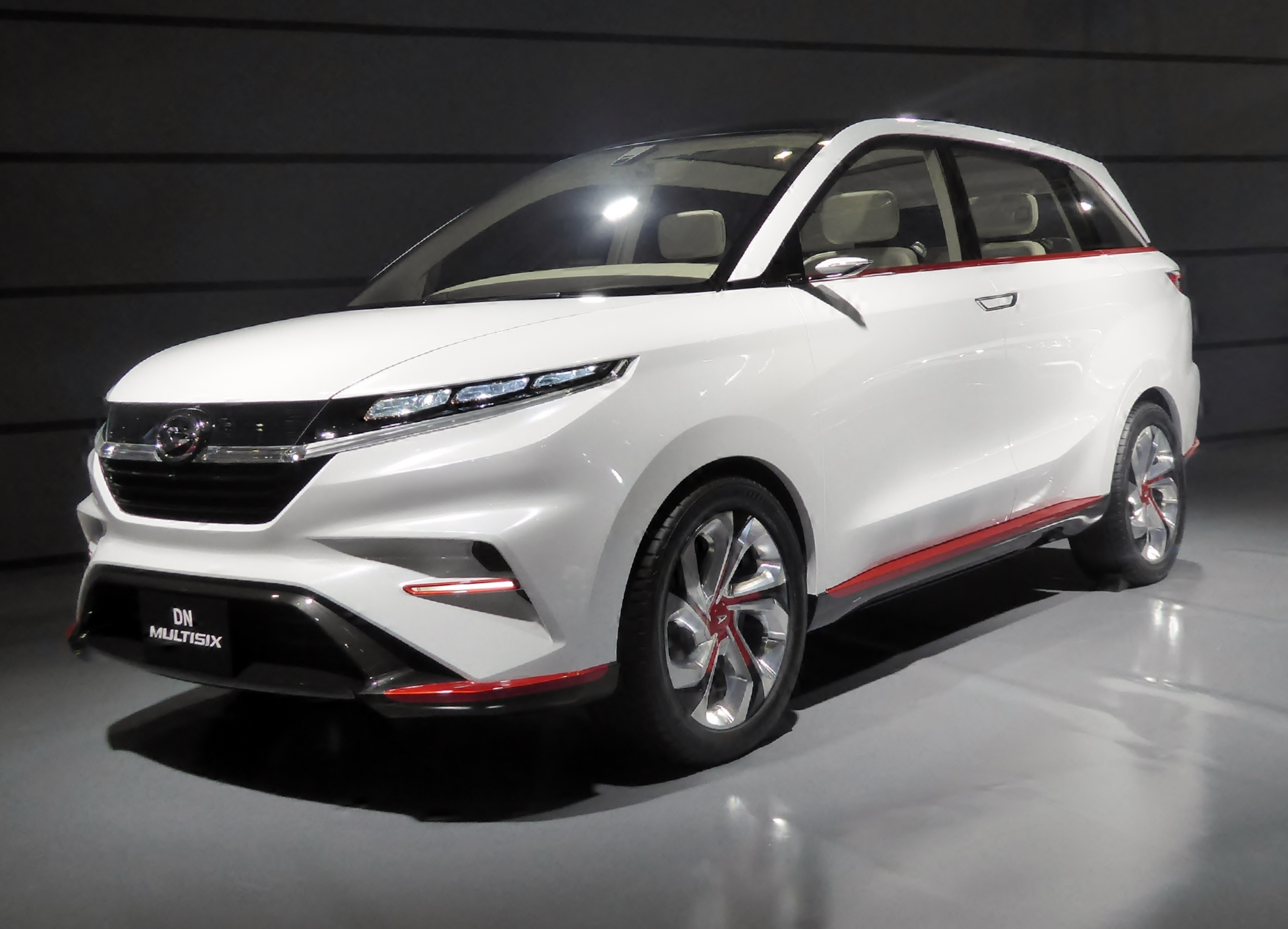
DN Multisix
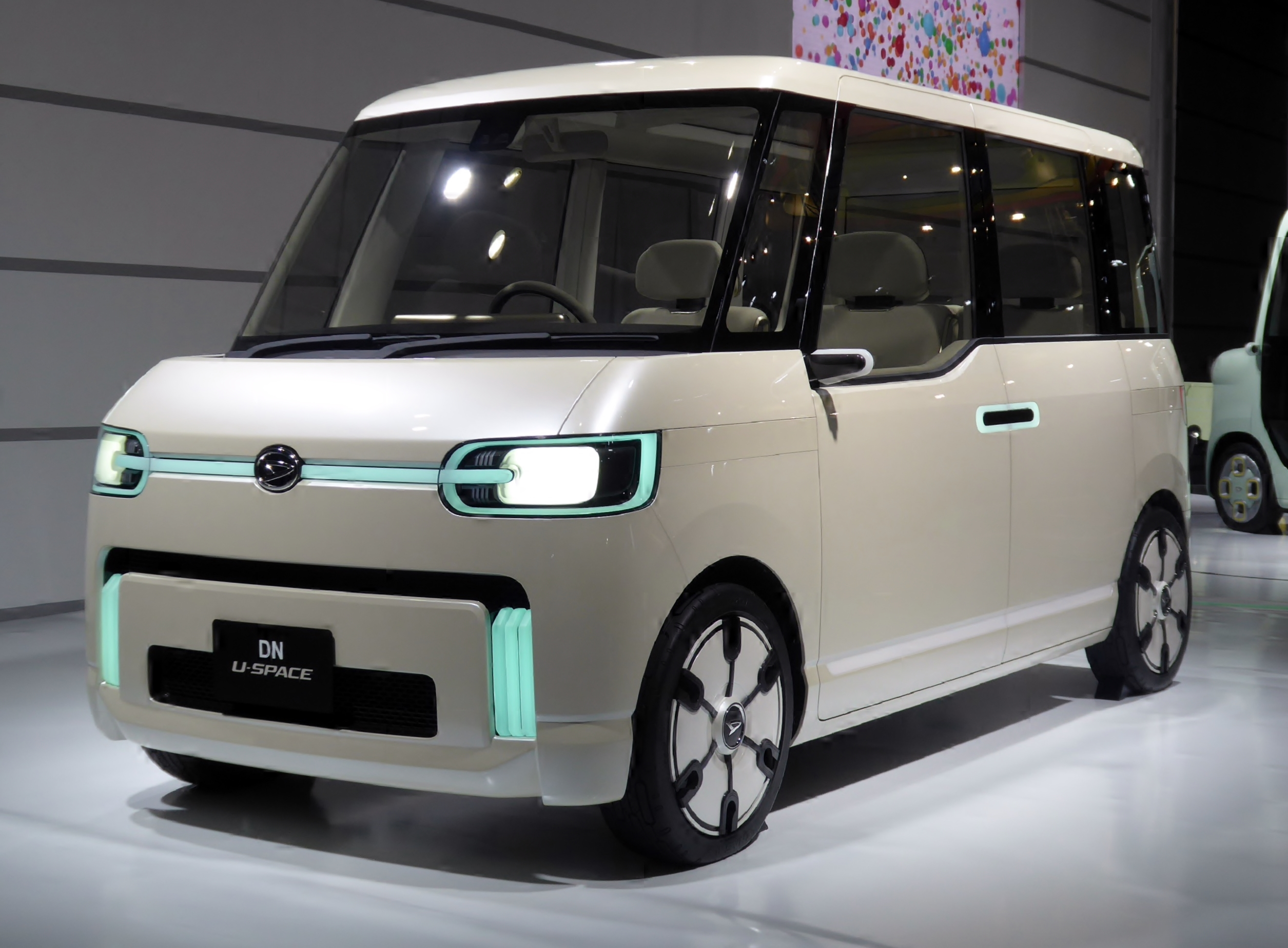
DN U-Space

- DN F-Sedan

2018年（平成30年）
- アイラターボ

2019年（令和元年）
- セニアスポーツコンセプト
- HY Fun
- IcoIco
- WaiWai

- TsumuTsumu

2022年（令和4年）
- アイラBEVコンセプト

2023年（令和5年）
- ビジョンコペン
- OSANPO
- me:MO
- UNIFORM Truck
- UNIFORM Cargo